# Episodi di Slam Dunk

Logo della serie

Questa lista contiene gli episodi di Slam Dunk, anime sportivo prodotto nel 1993 dallo studio di animazione giapponese Toei Animation e basato sull'omonimo manga di Takehiko Inoue. La serie, diretta da Nobutaka Nishizawa, è stata trasmessa originariamente in Giappone su TV Asahi dal 16 ottobre 1993 al 23 marzo 1996 per un totale di 101 episodi. Toei ha raccolto gli episodi in 17 DVD distribuiti in Giappone dal 10 dicembre 2004 al 21 maggio 2005. La stessa azienda ha pubblicato tre cofanetti per un totale di 17 DVD nel corso del 2008. Per celebrare i 20 anni dalla sua trasmissione, l'anime è stato lanciato anche in formato Blu-ray dall'11 luglio 2014 al 13 marzo 2015. Le sigle d'apertura sono rispettivamente Kimi ga suki da to sakebitai (君が好きだと叫びたい?) cantata dai Baad (ep. 1-61) e Zettai ni, daremo (ぜったいに 誰も?) dei Zyyg (ep. 62-101). Le sigle di chiusura invece sono Anata dake mitsumeteru (あなただけ見つめてる?) di Maki Ohguro (ep. 1-24), Sekai ga owaru made wa... (世界が終るまでは…?) dei Wands (ep. 25-49), Kirameku toki ni torawarete (煌めく瞬間に捕われて?) dei MANISH (ep. 50-81) e My Friend (マイ フレンド?, Mai Furendo) di Zard (ep. 82-101). Durante la messa in onda della serie sono stati distribuiti tre CD contenenti la colonna sonora. Le sigle, sia d'apertura che di chiusura, sono state raccolte nel disco TV Animation SLAM DUNK Opening & Ending Theme Songs uscito il 20 marzo 1996. Successivamente gli stessi brani insieme ad altri due brani sono stati raccolti nel CD The Best of TV Animation Slam Dunk pubblicato il 21 luglio 2003.
In Italia la serie è stata trasmessa a partire dal 3 ottobre 2000 su MTV Italia per poi essere replicata da 7 Gold e GXT mentre Yamato Video, che ha curato l'adattamento e il doppiaggio, si è occupata della distribuzione in VHS e DVD.
La serie ha come protagonista un'adolescente di nome Hanamichi Sakuragi che si innamora di una ragazza di nome Haruko Akagi e decide di entrare nella squadra di basket della scuola superiore Shohoku per fare colpo su di lei in quanto quest'ultima è già innamorata di un altro giocatore dello Shohoku, Kaede Rukawa. Quando Sakuragi inizia a imparare a giocare a basket, comincia a prendere in simpatia questo sport.

## Lista degli episodi

### Serie televisiva
| Nº  | Titolo italiano Giapponese 「Kanji」 - Rōmaji - Traduzione letterale | In onda           | In onda          |
| Nº  | Titolo italiano Giapponese 「Kanji」 - Rōmaji - Traduzione letterale | Giapponese        | Italiano         |
| 1   | È nato un genio del basket!? 「天才バスケットマン誕生!?」 - Tensai Basuketto Man tanjō!? – "È nato il geniale giocatore di basket?!" | 16 ottobre 1993   | 3 ottobre 2000   |
| 1   | Hanamichi Sakuragi è una matricola del liceo Shohoku della prefettura di Kanagawa, i suoi migliori amici sono Yohei Mito, Yuji Ohkusu, Chuichirou Noma e Nozomi Takamiya. È stato rifiutato da cinquanta ragazze, l'ultima delle quali ha preferito a lui un giocatore di pallacanestro, per questo motivo odia questo sport. Tutto cambia quando si invaghisce di Haruko, pure lei studentessa matricola dello Shohoku, la quale gli propone di entrare nel club di pallacanestro della scuola e lui accetta anche solo per conquistarla. Haruko lo istruisce sulla schiacciata, lo slam dunk e Hanamichi nella palestra della scuola, con la palla, esegue uno straordinario salto ma non riesce a fare canestro sbattendo la testa contro lo specchio, sebbene Haruko rimanga impressionata dal suo innato atletismo. |                   |                  |
| 2   | E chi sarebbe questo Rukawa? 「くたばれバスケ!花道vs流川」 - Kutabare Basuke! Hanamichi vs Rukawa – "Vai al diavolo basket! Hanamichi vs Rukawa" | 30 ottobre 1993   | 10 ottobre 2000  |
| 2   | Norio Hotta, un teppista della scuola, sfida Hanamichi e Mito i quali lo raggiungono sul tetto dell'istituto con i loro amici. Scoprono però che Hotta e i suoi amici sono stati messi al tappeto da Kaede Rukawa, matricola e promessa della pallacanestro a livello nazionale. Hanamichi e Rukawa vengono raggiunti da Haruko, la quale cerca di medicare la ferita che Rukawa ha riportato durante la rissa, trattandola con freddezza, tanto che Hanamichi si mette a fare a pugni con lui, anche perché prova antipatia nei suoi confronti dato che Haruko è innamorata di Rukawa. Hanamichi entra in contrasto anche con Takenori Akagi, studente del terzo anno e capitano della squadra di pallacanestro dello Shohoku, tanto che i due si sfidano. |                   |                  |
| 3   | Gorilla contro Hanamichi 「ゴリラvs花道！究極の対決!!」 - Gorira vs Hanamichi! Kyūkyoku no taiketsu!! – "Gorilla vs Hanamichi! Grande resa dei conti!!" | 6 novembre 1993   | 17 ottobre 2000  |
| 3   | Gli studenti dello Shohoku assistono alla sfida di pallacanestro nella palestra dell'istituto tra Akagi e Hanamichi, quest'ultimo per vincere deve fare un solo canestro prima che l'avversario ne metta a segno dieci di fila. Akagi riesce a segnarne nove, lui è un pivot formidabile, effettivamente è uno dei giocatori più forti di Kanagawa, il motivo per cui lo Shohoku non ha mai avuto successo nel panorama della pallacanestro liceale è perché Akagi è l'unico giocatore di talento della squadra. Hanamichi inaspettatamente riesce a rubare la palla ad Akagi, e poi la lancia contro lo specchio, Akagi e Hanamichi saltano afferrando entrambi la palla sul rimbalzo, ma Hanamichi si aggiudica la sfida con un Tomahawk infatti con la sua forza fisica Hanamichi mette al tappeto Akagi eseguendo una schiacciata vincendo. Tutti esultano per la sua vittoria, poi Hanamichi scopre che Haruko è la sorella del suo avversario, infatti lei voleva che suo fratello conoscesse Hanamichi in modo che quest'ultimo entrasse nella squadra per portarla alla vittoria dei campionati scolastici nazionali. |                   |                  |
| 4   | Hanamichi entra in squadra 「バスケットマン花道入部！」 - Basuketto Man Hanamichi nyubu! – "Il giocatore di basket Hanamichi si unisce alla squadra!" | 13 novembre 1993  | 24 ottobre 2000  |
| 4   | Hanamichi tenta in tutti i modi di entrare nella squadra di pallacanestro della scuola ma Akagi si oppone strenuamente. Hanamichi non trova giusto che la domanda di iscrizione di Rukawa (che è entrato a far parte del club) sia stata accettata e la sua respinta. Akagi afferma che lui è un principiante senza esperienza mentre Rukawa già ai tempi delle scuole medie era considerato un fuoriclasse. Hanamichi non si arrende, prima cerca di blandire Akagi con dei rigali, da quest'ultimo considerati inappropriati, poi sistema da solo gli spogliatoi, ma senza nessun risultato. Hanamichi rimane in palestra per tutta la notte, e il mattino dopo Akagi scopre che la pulito tutti i palloni e anche il parquet del campo. Akagi si rassegna e lo ammette in squadra, poi Hanamichi conosce Ayako, studentessa ed ex compagna di scuola di Rukawa alle scuole medie, che in veste di manager della squadra, si occupa degli allenamenti. |                   |                  |
| 5   | Un pomeriggio da smidollati 「根性なしの午後」 - Konjō nashi no gogo – "Un pomeriggio senza scrupoli" | 20 novembre 1993  | 31 ottobre 2000  |
| 5   | Hanamichi, dopo una settimana costretto ad allenarsi con Ayako nel palleggio, litiga con Akagi il quale non intende farlo allenare con il resto della squadra finché non avrà imparato i fondamentali. Hanamichi colpisce Akagi con una violenta testata per poi abbandonare la squadra. Haruko è convinta che Hanamichi è un giocatore di valore e che suo fratello sbaglia a essere così prevenuto con lui, intanto Hanamichi e i suoi amici vanno in una caffetteria, Mito ha capito che lui si è già pentito di aver lasciato la squadra, poi incontrano dei teppisti i quali cercano con loro la rissa, ma Hanamichi, dopo aver steso uno di loro, ritorna alla palestra per allenarsi. Akagi, convinto da Ayako e dal vicecapitano Kogure, concede ad Hanamichi un'altra possibilità riammettendolo in squadra. |                   |                  |
| 6   | Sfida tra due campioni 「流川vs赤木・本物対決！」 - Rukawa vs Akagi: Honmono taiketsu! – "Rukawa vs Akagi: La vera resa dei conti" | 4 dicembre 1993   | 7 novembre 2000  |
| 6   | Hanamichi inizia a prendere con più serietà i suoi allenamenti con Ayako, poi fa la conoscenza di Mitsuyoshi Anzai, l'allenatore della squadra, un anziano gentile dall'aspetto buffo, un tempo era un giocatore di pallacanestro, fece parte della Nazionale del Giappone. Anzai indice subito una partita tra matricole e senior per valutare il livello dei suoi giocatori, solo Hanamichi viene escluso dal gioco. La partita si trasforma rapidamente in una sfida tra Rukawa e Akagi, quest'ultimo con una stoppata impedisce a Rukawa di fare canestro per poi eseguire una schiacciata a due mani. |                   |                  |
| 7   | Il debutto di Hanamichi 「花道デビュー！ダンクさく裂」 - Hanamichi debyū! Danku sakuretsu – "Il debutto di Hanamichi! L'esplosione del Dunk" | 11 dicembre 1993  | 14 novembre 2000 |
| 7   | Rukawa mette in mostra tutto il suo talento impressionando positivamente sia il coach che il resto della squadra, subisce fallo in attacco e mette a segno due tiri liberi che gli vengono concessi per penalità, poi con una stoppata impedisce ad Akagi di fare canestro e con un'azione individuale segna con una schiacciata. Nonostante l'antipatia che Hanamichi prova per Rukawa per un breve momento è rimasto affascinato dal suo talento. Finalmente Hanamichi ottiene da Akagi e Anzai il permesso di prendere parte alla partita, prima riesce a intercettare un passaggio a Kogure, e poi in un'azione solitaria cerca di fare canestro rifiutandosi di passare la palla a Rukawa, effettivamente Akagi rimane impressionato dal fatto che Hanamichi abbia imparato a palleggiare talmente bene in così poco tempo, ma purtroppo mentre cerca di mettere a segno una schiacciata finisce col colpire Akagi alla testa con la palla, dando prova di essere ancora troppo inesperto per giocare una vera partita. |                   |                  |
| 8   | La trappola del judo 「花道ピンチ!柔道男の罠」 - Hanamichi pinchi! Jūdō otoko no wana – "La crisi di Hanamichi! La trappola dell'uomo del judo" | 18 dicembre 1993  | 21 novembre 2000 |
| 8   | Aota, capitano del club di judo della scuola e vecchio amico di Akagi, decide di voler sottrarre Hanamichi alla squadra di pallacanestro poiché ha visto in lui un grande potenziale come lottatore. Aota manda tre dei membri del suo club da Hanamichi in modo da testare la sua forza ma Hanamichi li sconfigge tutti e tre con estrema facilità. Aota convince Hanamichi a seguirlo in palestra, anch'egli innamorato di Haruko, arriva a promettergli delle foto di quest'ultima in cambio della sua iscrizione al club di judo. |                   |                  |
| 9   | Io giocherò a basket! 「オレはバスケットをやる！」 - Ore wa Basuketto o yaru! – "Vado a giocare a basket!" | 25 dicembre 1993  |                  |
| 9   | Aota continua a tentare Hanamichi con le foto di Haruko, ma anche se Hanamichi le desidera si rifiuta di lasciare la pallacanestro. Akagi, Ayako e Kogure assistono di nascosto al confronto tra Hanamichi e Aota, i quali capiscono di avere in comune non solo l'amore per Haruko, ma anche un'avversione profonda per Akagi da entrambi ritenuto un ragazzo antipatico e insensibile. Aota decide di usare la violenza, ma benché sia un lottatore più esperto di Hanamichi, quest'ultimo lo mette al tappeto. Per la prima volta Hanamichi tradisce la sua passione per la pallacanestro, lui non la pratica per compiacere Haruko, ma perché è convinto che diventerà un campione rimanendo fedele a questa disciplina sportiva. Akagi, sentendo le sue parole, inizia a cambiare opinione su Hanamichi, adesso più motivato di prima decide di mettere più impegno nei suoi allenamenti. |                   |                  |
| 10  | Gioco di mano 「庶民のシュートはむずかしい」 - Shomin no Shūto wa muzukashii – "Il tiro comune è difficile" | 8 gennaio 1994    |                  |
| 10  | Akagi decide di sottoporre Hanamichi a un allenamento più serio, ritenendo che per farlo diventare un buon finalizzatore debba imparare tecniche più differenziate non potendo contare solo sulla schiacciata. Akagi e Rukawa cercano di insegnargli il layup, ma Hanamichi fa una figuraccia dietro l'altra, inoltre si rifiuta di imparare da Rukawa vista l'avversione che prova per lui, tanto che i due si mettono a litigare in maniera infantile venendo entrambi rimproverati da Akagi. Haruko trova Hanamichi al parco che si allena da solo e così decide di aiutarlo insegnandogli lei stessa il layup. |                   |                  |
| 11  | Un allenamento molto speciale 「二人だけの愛の秘密特訓!?」 - Futari dake no ai no himitsu tokkun!? – "L'addestramento segreto speciale del nostro amore!?" | 15 gennaio 1994   |                  |
| 11  | Hanamichi e Haruko continuano ad allenarsi insieme, Hanamichi memore del fatto che Rukawa quando esegue il layup salta con più disinvoltura, capisce che il problema e che lui al contrario è troppo rigido nei movimenti. Haruko gli fa capire che deve mettere meno forza nella mano quando lascia andare la palla, e data la sua elevazione nel salto per Hanamichi è facile eseguire finalmente un perfetto layup sotto lo sguardo di Haruko e Rukawa (che ha assistito alla scena di nascosto). Il giorno dopo Akagi sprona i suoi compagni in vista della partita amichevole contro la squadra del liceo Ryonan, che l'anno precedente si è classificata tra le prime quattro della prefettura di Kanagawa. La sera stessa Hikoichi Aida, giocatore del Ryonan, decide di spiare il liceo Shohoku, il quale ha solo tredici giocatori nella squadra di pallacanestro volendo però conoscere Rukawa, ma invece incontra Hanamichi rimanendo impressionato dalle sue doti atletiche. |                   |                  |
| 12  | La sera prima della partita 「倒せ陵南!決戦前夜の猛特訓」 - Taose Ryōnan! Kessen zen'ya no mōtokkun – "Sconfiggere il Ryonan! Il feroce allenamento la notte prima della partita" | 22 gennaio 1994   |                  |
| 12  | Hanamichi e Hikoichi iniziano a fare amicizia, Hikoichi è solo un giocatore di riserva nella squadra di pallacanestro del Ryonan che quest'anno è una delle favorite alla vittoria del campionato nazionale scolastico. Hikoichi spiega ad Hanamichi che il capitano del Ryonan è Jun Uozumi, gioca come pivot ed è un agguerrito rivale di Akagi, è alto oltre 200 cm e in passato Akagi in una partita riuscì a bloccarlo in attacco, anche se lo Shohoku perse il match. Hikoichi nota che Hanamichi non indossa delle scarpe appropriate per la pallacanestro, mettendolo però in guardia, perché il Ryonan ha tra le sue file un giocatore ancora più forte del capitano Uozumi: ovvero Akira Sendo. Il giorno dopo Akagi rimane in palestra fino a tarda ora con Hanamichi spiegandogli che per il flusso del gioco in una partita non basta soltanto fare punti, insegnandogli ad afferrare la palla al volo quando rimbalza sul canestro, essendo importante in una partita per conquistare il possesso palla. |                   |                  |
| 13  | I due gorilla 「湘北vs陵南 燃える主将（キャプテン）！」 - Shōhoku vs Ryōnan, moeru Kyaputen! – "Shohoku vs Ryonan, il capitano in fiamme!" | 29 gennaio 1994   |                  |
| 13  | I giocatori dello Shohoku guidati da Anzai fanno visita al liceo Ryonan dove si terrà l'amichevole. La squadra del Ryonan è allenata da Moichi Taoka. È arrivato il momento dell'assegnazione delle maglie: ad Hanamichi viene data la n. 10 mentre a Rukawa viene assegnata la n. 11 intanto Anzai schiera come titolari Akagi, Kogure, Rukawa, Yasuda e Shiozaki. Prima dell'inizio della partita Hanamichi si presenta a Sendo e quest'ultimo gli stringe la mano. Il Ryonan fa scendere in campo Uozumi, Sendo, Ikegami, Koshino e Uekusa portandosi subito in vantaggio quando Sendo passa la palla a Ikegami che realizza un tiro libero, mentre Uozumi in difesa riesce a fermare Rukawa, Kogure e Akagi con tre stoppate di fila. |                   |                  |
| 14  | L'attacco del Ryonan 「超高校級！陵南ドトウの攻撃」 - Chō kōkō kyū! Ryōnan dotō no kōgeki – "La super partita di basket con il Ryonan" | 5 febbraio 1994   |                  |
| 14  | Sendo, dando prova di essere un ottimo assistman con i suoi passaggi permette a Koshino e Uekusa di fare dei canestri, per poi eseguire lui stesso una spettacolare schiacciata. Il Ryonan conduce per 19-0 ma proprio lo svantaggio riaccende in Akagi e Rukawa la voglia di combattere. Rukawa con un passaggio permette a Akagi di fare una schiacciata, quest'ultimo passa la palla a Yasuda che mette a segno un tiro libero, anche Rukawa entra nel vivo del gioco eseguendo un'ottima schiacciata, il primo tempo termina con Akagi che segna diciassette punti e Rukawa quattordici, sebbene il Ryonan conduca la sfida preservando il suo vantaggio. |                   |                  |
| 15  | Non sono nervoso! 「花道キンチョーの晴れ舞台！」 - Hanamichi kinchō no hare butai! – "Hanamichi entra nervosamente sotto i riflettori!" | 12 febbraio 1994  |                  |
| 15  | Il secondo tempo è iniziato, Rukawa mette a segno un tiro libero, Taoka pretende che il Ryonan vinca con un distacco di trenta punti, ma Sendo cerca di far capire al suo allenatore che lo Shohoku è diventata una squadra competitiva affermando che, quando si terrà il campionato della prefettura, potrebbe arrivare tre le prime otto squadre. Hanamichi si avvicina alla panchina avversaria litigando con Koshino, inoltre lui e Sendo si guardano con un'espressione di sfida. Sendo dopo aver fatto un altro canestro invita Hanamichi a scendere in campo. Akagi viene costretto ad uscire dopo aver subìto un colpo fortuito da Uozumi; Anzai aveva già mandato Hanamichi a scaldarsi e il capitano, uscendo, gli dice di prendere il suo posto. Il debutto di Hanamichi, tuttavia, è pessimo per via della forte tensione: prima commette un'infrazione di passi e poi fa fallo su Uozumi in difesa. Rukawa lo colpisce con un calcio convincendolo a reagire e Hanamichi ritrova il suo spirito battagliero. |                   |                  |
| 16  | L'allenatore nel pallone 「なんだコイツは!?田岡の誤算」 - Nanda koitsu wa!? Taoka no gosan – "Chi è questo tipo!? L'errore di calcolo di Taoka" | 19 febbraio 1994  |                  |
| 16  | Uozumi sbaglia i due tiri liberi che gli erano stati concessi per penalità dopo che Hanamichi gli ha fatto fallo. Seppur con il suo stile eterodosso, Hanamichi ha un ottimo impatto sulla partita, prima intercetta un passaggio per Uozumi e poi gli toglie la palla di mano. Kogure riesce a fare due canestri grazie ad Hanamichi che gli ha passato per due volte di fila la palla (principalmente per la soddisfazione di non passarla a Rukawa). Sendo non tarda a reagire mettendo a segno un canestro, Hanamichi passa la palla a Yasuda che tenta con un tiro libero, fallendo, ma Rukawa afferra la palla sul rimbalzo e segna un canestro con un tiro dalla distanza ravvicinata. |                   |                  |
| 17  | Quel dannato rimbalzo 「リバウンド王 桜木花道の苦悩」 - Ribaundo ō Sakuragi Hanamichi no kunō – "L'angoscia del re del rimbalzo Hanamichi Sakuragi" | 26 febbraio 1994  |                  |
| 17  | Sendo segna con un tiro libero sotto canestro, ma Hanamichi dimostrandosi un buon rimbalzista, salta afferrando la palla sul rimbalzo surclassando Uozumi e Sendo nonostante siano entrambi più alti di lui, Yasuda inoltre segna con un altro tiro libero. Uozumi, approfittando del fatto che Hanamichi è ancora inesperto, lo tiene lontano dal canestro spingendolo con la schiena, usando lo screen out impedendogli di prendere la palla sul rimbalzo. Uozumi segna con due schiacciate, ma poi ritorna Akagi che sostituisce Rukawa, per poi fare un canestro ridando fiducia ai suoi compagni. Akagi fa in modo che Hanamichi rievochi il loro allenamento, così Hanamichi elude lo screen out di Uozumi e prende il rimbalzo. |                   |                  |
| 18  | Gli ultimi 2 minuti 「ラスト2分！仙道は俺が倒す」 - Rasuto ni bu! Sendō wa ore ga taosu – "Gli ultimi 2 minuti! Sarò io a sconfiggere Sendo" | 5 marzo 1994      |                  |
| 18  | Kogure, con un tiro da tre punti, porta in vantaggio lo Shohoku, ma lo svantaggio risveglia l'agonismo di Sendo, il quale esegue una schiacciata, Akagi gli fa fallo in difesa, quindi Sendo mette a segno il tiro libero che gli viene concesso per penalità. Benché Hanamichi sia veloce quanto Sendo, non riesce a impedirgli di fare un altro tiro libero allungando il distacco. Dopo che Akagi fa un canestro Sendo riesce a battere Hanamichi segnando con un pull-up jumper. Anzai sostituisce Shiozaki con Rukawa, spiegando a lui e Hanamichi che devono fare doppia marcatura su Sendo, ma nonostante ciò quest'ultimo passa la palla a Uozumi che riesce a fare canestro, ma Akagi reagisce mettendo a segno una schiacciata. |                   |                  |
| 19  | Time up! 「タイムアップ！決着陵南戦」 - Taimu Appu! Ketchaku Ryōnan sen – "Time Up! La battaglia decisiva con il Ryonan" | 12 marzo 1994     |                  |
| 19  | Sendo tenta di sconfiggere Hanamichi usando ancora una volta il pull-up jumper ma questa volta Hanamichi riesce a rubargli palla e la passa a Rukawa che mette a segno un tiro libero da tre punti. Akagi intercetta un passaggio degli avversari e lancia a canestro Rukawa, che però, non avendo più spazio a causa della marcatura di Sendo, è costretto ad un retropassaggio, Hanamichi afferra la palla e segna con un layup portando lo Shohoku in vantaggio. Purtroppo all'ultimo secondo Sendo riesce ad eludere la marcatura di Akagi e Rukawa segnando con un tiro sottomano e decretando la vittoria del Ryonan che si impone per 87-86. A partita conclusa Hanamichi deve constatare che le sue scarpe si sono completamente rovinate. Sendo stringe la mano ad Hanamichi facendogli promettere di allenarsi in vista del loro prossimo incontro. Il timore di Taoka è che Hanamichi con il suo immenso talento possa diventare un ostacolo per il Ryonan. |                   |                  |
| 20  | Per un paio di scarpe da basket 「バスケットシューズ」 - Basuketto Shūzu – "Basketball Shoes" | 19 marzo 1994     |                  |
| 20  | Hanamichi è demoralizzato a causa della sconfitta contro il Ryonan ma Haruko e le sue amiche lo tirano su di morale spiegandogli che ha fatto una bella partita. Essendosele rovinate proprio durante la partita contro il Ryonan, Haruko accompagna Hanamichi a comprarsi un altro paio di scarpe da pallacanestro, delle Air Jordan 6 acquistate per 30 yen. Mito, Ohkusu, Noma e Takamiya vedono un ragazzo di nome Ryota Miyagi mentre viene rifiutato da una ragazza e si divertono a prenderlo in giro, tanto che Miyagi decide di fare a pugni con Ohkusu benché si sia appena ripreso dalla convalescenza in ospedale, fortunatamente Mito impedisce ai due di battersi convincendo Miyagi a sorvolare sull'accaduto. In realtà Miyagi è uno studente dello Shohoku e membro della squadra di pallacanestro del liceo, Akagi attende con impazienza il suo ritorno dato che l'aiuto di Miyagi sarà indispensabile ora che il campionato della prefettura è alle porte. |                   |                  |
| 21  | I ragazzi terribili 「スーパー問題児!花道VS宮城」 - Sūpā mondaiji! Hanamichi VS Miyagi – "Enormi creatori di problemi! Hanamichi VS Miyagi" | 26 marzo 1994     |                  |
| 21  | Miyagi è alle prese con Hotta il quale è sul piede di guerra e vuole la rissa, venendo però fermato dal suo amico Hisashi Mitsui. Furono proprio Mitsui e Hotta a mandarlo in ospedale, lo avevano aggredito, Miyagi riuscì a mettere al tappeto Mitsui venendo però brutalmente picchiato da Hotta e i suoi compagni finendo in ospedale. Ayako e Hanamichi trovano Miyagi mentre fronteggia Hotta e Mitsui, con l'unico risultato che Miyagi si mette a fare a pugni con Hanamichi vedendolo in compagnia di Ayako (della quale Miyagi è innamorato). I due vengono fermati da Ayako e Haruko, poi vanno in palestra e Hanamichi scopre che Miyagi è un giocatore della squadra di pallacanestro del liceo Shohoku, è un playmaker studente del secondo anno e principale canditato a sostituire Akagi come prossimo capitano della squadra. |                   |                  |
| SP  | 「スラムダンク・スペシャル 激闘2連戦! 湘北対武里＆陵南対海南! ニュー花道・炎の猛特訓!」 - Suramu Danku Supesharu gekitō 2 rensen! Shōhoku tai Takesato & Ryōnan tai Kainan! Nyū Hanamichi-en no mō tokkun! – "Slam Dunk Special 2 feroci battaglie! Shokoku contro Takezato & Ryonan contro Kainan! Il nuovo Hanamichi e l'impegnativo addestramento speciale" | 9 aprile 1994     | inedito          |
| SP  | Episodio riassuntivo. |                   |                  |
| 22  | La nascita della peggior coppia di idioti della storia 「史上最悪どあほうコンビ誕生」 - Shijō saiaku doahō konbi tanjō – "È nata la più grande combinazione di idioti della storia" | 16 aprile 1994    |                  |
| 22  | Hanamichi e Miyagi si sfidano a pallacanestro, ma non riuscendo a tenere a freno il loro vicendevole astio diventando entrambi violenti, in effetti i membri della squadra già temevano che Hanamichi e Miyagi essendo notoriamente due attaccabrighe avrebbero solo causato guai, e Akagi si vede obbligato a picchiarli entrambi. Anzai, per il quale Miyagi nutre molta stima, è felice di riaverlo in squadra. Tornando a casa dall'allenamento quella sera, Hanamichi e Miyagi hanno modo di fare conoscenza ed è la loro comune sfortuna con le ragazze li fa legare rapidamente. Mitsui, intanto, si rivolge ad un suo amico teppista di nome Tetsuo per sistemare Miyagi. |                   |                  |
| 23  | L'ultimo giorno del club del basket 「湘北バスケ部最後の日」 - Shōhoku Basuke-bu saigo no hi – "L'ultimo giorno del club di basket dello Shohoku" | 23 aprile 1994    |                  |
| 23  | Mitsui e Hotta vanno a scuola insieme ai loro amici delinquenti Tatsuo e Ryu, i quali per prima cosa picchiano Noma e poi si recano in palestra in cerca di Miyagi, che sta insegnando ad Hanamichi l'importanza delle finte, proprio nel giorno in cui Akagi non c'è perché impegnato con lo studio. Mitsui provoca Miyagi ma questi subisce passivamente le sue angherie per evitare che scoppi una rissa e la squadra venga sanzionata, bandendola dal campionato della prefettura. Mito intanto mette al tappeto gli amici di Hotta anche con l'aiuto di Noma ancora un po' malconcio. Mitsui si mette a picchiare sia Miyagi che Yasuda, dunque Rukawa decide di intervenire. |                   |                  |
| 24  | Un aiuto piovuto dal cielo 「正義の味方・桜木軍団参上！」 - Seigi no mikata: Sakuragi gundan sanjō! – "La battaglia per la giustizia! La squadra di scagnozzi di Sakuragi si unisce!" | 30 aprile 1994    |                  |
| 24  | Rukawa e Miyagi sconfiggono Ryu e Mitsui, ma poi interviene Tetsuo che li mette entrambi a tappeto. La situazione sembra volgere al peggio per la squadra di pallacanestro ma in loro soccorso arrivano Mito, Takamiya, Noma e Ohkusu che sconfiggono con facilità Hotta e Ryu. |                   |                  |
| 25  | Il primino sul tetto del mondo 「全国制覇をめざした男」 - Zenkoku seiha o mezashita otoko – "L'uomo che mirava al campionato nazionale" | 7 maggio 1994     |                  |
| 25  | Hanamichi e Mito sconfiggono Tetsuo e Mitsui, poi sopraggiunge Akagi. Hotta, avendo capito che la faccenda è sfuggita di mano, chiede ad Akagi di essere clemente con Mitsui con la promessa che lasceranno la palestra, ma Akagi ci tiene a confrontarsi con Mitsui schiaffeggiandolo. Miyagi ha notato che Kogure si è rivolto a Mitsui con un atteggiamento confidenziale intuendo che già lo conosceva. Kogure tra lo stupore generale rivela che lui, Akagi e Mitsui quando erano delle matricole si erano iscritti nella squadra di pallacanestro del liceo Shohoku, Mitsui era una giovane promessa già ai tempi delle scuole medie, ottenne il titolo di MVP, i licei con le squadre di pallacanestro più forti della prefettura di Kanagawa come il Ryonan, lo Shoyo e il Kainan lo corteggiavano, ma Mitsui si iscrisse allo Shohoku, era un giocatore decisamente più talentuoso di Akagi il quale pur contando sulla sua forza atletica era carente nei fondamentali, il suo stile di gioco era ancora acerbo. |                   |                  |
| 26  | La crisi dei 15 anni 「三井寿15歳の悩み」 - Mitsui jūgo-sai no nayami – "Mitsui e i problemi del passato" | 14 maggio 1994    |                  |
| 26  | Kogure continua con il racconto: durante una partita di allenamento benché Mitsui fosse molto più abile di Akagi, quest'ultimo con il suo innato talento stava iniziando a metterlo in ombra, finché Mitsui non si infortunò. Venne ricoverato in ospedale, quando Kogure andò a trovarlo Mitsui gli rivelò di aver scelto lo Shohoku invece di squadre più blasonate per ringraziare il signor Anzai, che lo incoraggiò durante la finale del torneo delle medie. |                   |                  |
| 27  | Voglio giocare a basket! 「バスケがしたいです！」 - Basuke ga shitai desu! – "Voglio giocare a basket!" | 21 maggio 1994    |                  |
| 27  | Mitsui era troppo impaziente di tornare a giocare, temendo che Akagi (che si stava guadagnando l'ammirazione di Anzai) potesse diventare il trascinatore della squadra al suo posto. Mitsui non seguì la sua riabilitazione con la dovuta serietà, col risultato che si infortunò nuovamente. Mitsui, demoralizzato dal fatto che la squadra ormai faceva affidamento su Akagi, rinunciò alla pallacanestro trasformandosi in un ragazzo rabbioso e cinico. Era arrabbiato con Miyagi perché vedeva in lui il campione che Mitsui avrebbe potuto essere. Hotta ha capito che in realtà Mitsui vorrebbe tornare a giocare a pallacanestro, ma davanti alle sue parole Mitsui picchia sia lui che Kogure. Quest'ultimo rievoca la promessa che fece Mitsui quando era una matricola: trasformare la squadra di pallacanestro dello Shohoku nella più forte del campionato e portarla alla vittoria dei giochi interscolastici. Poi arriva Anzai e alla vista del suo vecchio allenatore Mitsui si mette in ginocchio e con le lacrime agli occhi ammette di voler tornare in squadra. |                   |                  |
| 28  | Inizia il torneo interscolastico 「インターハイ予選開始」 - Intāhai yosen kaishi – "L'inizio delle preliminari interscolastiche" | 28 maggio 1994    |                  |
| 28  | Mito, Noma, Takamiya, Ohkusu e Hotta si assumono la colpa per la rissa in modo che i loro amici Mitsui e Hanamichi non si mettano nei guai insieme agli altri membri della squadra. Mitsui ritorna a pieno titolo in squadra e Kogure può constatare che nonostante siano passati due anni la sua tecnica di gioco è ancora ineccepibile. I campionati di pallacanestro delle varie prefetture sono iniziati, con lo scopo di selezionare le squadre che rappresenteranno le proprie prefetture al campionato nazionale. Solo due squadre di Kanagawa potranno classificarsi, l'anno precedente furono quelle del Kainan e dello Shoyo, che si classificarono rispettivamente al primo e al secondo posto. Le squadre dei licei del Takezato, del Ryonan, dello Shoyo e del Kainan sono esenti dalle qualificazioni potendo direttamente accedere alla final eight di Kanagawa, mentre lo Shohoku deve partire dal basso e scalare la classifica, dovendo giocare la sua prima partita contro la squadra del liceo Miuradai. |                   |                  |
| 29  | Il debutto ufficiale di Hanamichi 「花道!公式戦デビュー」 - Hanamichi! Kōshikisen debyū – "Hanamichi! Debutto in una partita ufficiale" | 18 giugno 1994    |                  |
| 29  | La partita tra lo Shohoku e il Miuradai comincia ma il signor Anzai decide di tenere inizialmente in panchina Hanamichi, Rukawa, Miyagi e Mitsui per via della rissa in palestra di qualche giorno prima. Mitsui riconosce che Akagi è un giocatore migliore rispetto a quando era una matricola, è migliorato soprattutto nel tiro libero, ma essendo l'unico giocatore di talento dello Shohoku in campo lui da solo non può fermare l'offensiva del Miuradai che ormai sta allungando il vantaggio. I giocatori del Ryonan sono venuti a vedere la partita, e anche Shinichi Maki, il capitano del Kainan. Anzai, fa giurare ad Hanamichi, Rukawa, Miyagi e Mitsui di non ricorrere mai più alla violenza (sebbene Rukawa e Hanamichi non abbiano fatto la promessa con molta convinzione) e i quattro entrano in campo sostituendo i loro compagni, tranne Akagi: ora lo Shohoku può finalmente schierare la sua formazione titolare. |                   |                  |
| 30  | La riscossa dei pentiti 「ハンセイ軍団の大反撃」 - Hansei gundan no daihangeki – "Il grande contrattacco dell'esercito introspettivo" | 25 giugno 1994    |                  |
| 30  | L'impatto sulla partita dei nuovi entrati è molto positivo, Miyagi si mette in mostra con le sue abilità di regista, per merito dei suoi passaggi Akagi segna con una schiacciata mentre Mitsui fa canestro con un tiro libero. È solo Hanamichi che non riesce a dare il meglio in questa partita, proprio quando era sul punto di fare un canestro Murasame, il capitano del Miuradai, gli fa un fallo in difesa. Ad Hanamichi gli vengono concessi due tiri liberi: il primo gli viene negato avendo esaurito i cinque secondi a sua disposizione per via dell'agitazione, poi decide di farsi furbo e con secondo tentativo Hanamichi lancia la palla contro il canestro provando a prendere il rimbalzo, ma Rukawa lo anticipa segnando con una schiacciata portando lo Shohoku al pareggio. |                   |                  |
| 31  | L'arma segreta del Miuradai 「宿敵三浦台の秘密兵器」 - Shukuteki Miuradai no himitsu heiki – "L'arma segreta del formidabile nemico Miuradai" | 2 luglio 1994     |                  |
| 31  | Murasame ci tiene molto a vincere dato in passato la squadra era stata battuta dal Kainan, desideroso di riscattare il Miuradai, però Murasame viene fermato in attacco da Hanamichi, Akagi e Rukawa, quest'ultimo per merito del passaggio di Miyagi fa una schiacciata portando lo Shohoku in vantaggio. A questo punto l'allenatore del Miuradai decide di mettere in campo la sua arma segreta: il mastodontico Naito, ex giocatore di rugby, che con il suo gioco duro ma furbo riesce a far perdere la testa ad Hanamichi e ad agguantare il pareggio. |                   |                  |
| 32  | Dunk!! 「天才花道！必殺ダンク」 - Tensai Hanamichi! Hissatsu Danku – "Hanamichi il genio! Il Dunk mortale" | 16 luglio 1994    |                  |
| 32  | Rukawa, grazie alla sua superiore abilità tecnica, riesce a neutralizzare Naito e così la squadra prende il largo; Hanamichi continua invece a collezionare falli cadendo nelle provocazioni degli avversari, Miyagi gli fa un passaggio lanciandolo a canestro ma Hanamichi commette il quinto fallo (un colpo in testa con la palla a Naito nel tentativo di schiacciare) viene espulso al sedicesimo minuto del secondo tempo. Hanamichi viene esonerato dal gioco senza aver fatto nemmeno un canestro, lo Shohoku riesce comunque a vincere la partita prevalendo per 114-51. |                   |                  |
| 33  | Il re delle espulsioni 「退場王!?桜木花道」 - Taijō ō!? Sakuragi Hanamichi – "Il re delle espulsioni!? Hanamichi Sakuragi" | 6 agosto 1994     |                  |
| 33  | Lo Shohoku affronta il liceo Sumino, che batte agevolmente per 160-24 nonostante una nuova espulsione per Hanamichi il quale ancora una volta non è stato capace di fare nemmeno un canestro. Lo Shohoku attira l'attenzione dei giocatori di pallacanestro più forti di Kanagawa infatti hanno assistito alla partita i membri del Kainan, la matricola Nobunaga Kiyota e anche Soichiro Jin del secondo anno, inoltre c'è pure Toru Hanagata, il vice-capitano dello Shoyo, la testa di serie dello stesso girone dello Shohoku. Quella sera Mitsui, uscito da un controllo medico al ginocchio (dove risulta che è perfettamente in forma), incontra Tetsuo, il suo vecchio amico teppista; Hanamichi, invece, si reca a casa di Akagi e gli chiede consigli su come smettere di commettere inutilmente falli: il capitano gli rivela che non esiste una formula o un allenamento specifico, ma che deve solo concentrarsi di più sulla partita e sul gioco di squadra. Tornato in palestra, Hanamichi trova Rukawa che si allena da solo e gli dice che nella partita successiva non commetterà nemmeno un fallo e che segnerà più punti di lui. |                   |                  |
| 34  | Gli insegnamenti del Gorilla 「ゴリ直伝・眼で殺せ！」 - Gori jikiden: Me de korose! – "Il segreto del Gorilla: Uccidi con i tuoi occhi!" | 20 agosto 1994    |                  |
| 34  | Hanamichi viene aiutato negli allenamenti da Haruko e poi da Akagi, cercando di porre rimedio al suo gioco falloso. Lo Shohoku si prepara per la sua terza partita, contro la squadra del liceo Takahata, ormai Akagi, Mitsui e Kokure sono al terzo anno di liceo, questa è la loro ultima possibilità per portare lo Shohoku alla qualificazione dei giochi nazionali interscolastici. Hotta e i suoi amici adesso rigano dritto, sono orgogliosi che Mitsui abbia ripreso a giocare a pallacanestro. Giunta la mattina della partita contro il Takahata, Mitsui si trova coinvolto in una rissa per aiutare Tetsuo che è stato aggredito da Ryu e la sua banda, mentre Hanamichi è ancora profondamente addormentato. |                   |                  |
| 35  | Quando il gioco si fa duro 「男たちの熱き想い」 - Otokotachi no atsuki omoi – "Ragazzi a sangue caldo" | 27 agosto 1994    |                  |
| 35  | Hanamichi si sveglia in ritardo e accompagnato da Mito, Ohkuso, Noma e Takamiya, si dirige alla stazione per non mancare alla partita, ma lui e i suoi amici si imbattono in Mitsui, il quale pur volendo aiutare Tatsuo si rifiuta di fare a pugni con Ryu avendolo promesso ad Anzai, esortando Hanamichi a comportarsi nello stesso modo. Gli amici di Sakuragi, assieme a Tetsuo, si offrono di risolvere loro la situazione in modo da permettere ad Hanamichi e a Mitsui di andare alla partita, e infatti anche senza di loro sconfiggono facilmente Ryu e la sua banda. Mitsui e Hanamichi fanno in tempo ad arrivare alla partita, ma quest'ultimo per somma di falli viene espulso per la terza volta non riuscendo a mettere a segno nemmeno un canestro, comunque lo Shohoku vince senza difficoltà per 103-59. |                   |                  |
| 36  | Arriva lo Shoyo! 「シード校・翔陽登場」 - Shīdo-kō: Shōyō tōjō – "Una scuola ben cresciuta: Arriva lo Shoyo" | 3 settembre 1994  |                  |
| 36  | Lo Shohoku sconfigge pure la squadra del liceo Tsukubu per 111-79, e per la quarta volta consecutiva Hanamichi, oltre a non aver segnato nemmeno un canestro è stato espulso con cinque falli. Hanamichi inizia a perdere fiducia nei suoi mezzi: in quattro partite non ha fatto nessun canestro con un bilancio di venti falli che gli sono costati l'espulsione da tutte le partite. Lo Shohoku deve disputare l'ultimo match del girone contro la prima vera avversaria temibile dall'inizio del campionato: lo Shoyo, conosciuta per essere persino più forte della squadra del liceo Ryonan. Il giorno della partita è arrivato, la squadra che vincerà accederà alla fase finale del campionato della prefettura di Kanagawa. Mentre Mitsui è in bagno sente parlare un giocatore dello Shoyo, Kazushi Hasegawa, che aveva giocato contro Mitsui al campionato delle scuole medie affermando che quest'ultimo durante la partita non segnerà più di cinque punti. Anzai schiera in campo Akagi, Rukawa, Mitsui, Miyagi e a gran sorpresa pure Hanamichi. |                   |                  |
| 37  | Hanamichi gioca dall'inizio!? 「花道・初スタメン！」 - Hanamichi: Hatsu sutamen! – "Hanamichi: La prima volta come titolare!" | 10 settembre 1994 |                  |
| 37  | Kenji Fujima, il capitano dello Shoyo resta in panchina ricoprendo il ruolo di allenatore, a giocare saranno gli studenti del terzo anno Hanagata, Hasegawa, Takano e Nagano, oltre a Ito, studente del secondo anno. In media i titolari dello Shoyo superano i 190 cm di altezza. Akagi è teso è commette un'infrazione nel tip-off. Hanagata segna con un fade-away mentre Hanamichi, per via della tensione, commette il suo primo fallo colpendo Takano al braccio destro. Hanagata inganna Akagi: prima finta un passaggio consegnato a Takano per poi segnare il suo secondo canestro. |                   |                  |
| 38  | La reazione di Rukawa 「流川の反撃！」 - Rukawa no hangeki! – "Il contrattacco di Rukawa!" | 17 settembre 1994 |                  |
| 38  | Lo Shoyo continua ad allungare il distacco, e con un tiro da tre di Ito si porta in vantaggio di undici punti. Rukawa decide di reagire e dopo aver rubato palla ad Hanagata con un'azione individuale segna il primo canestro per lo Shohoku nonostante Takano e Nagano avessero tentato di ostacolarlo. Akagi e Hanamichi riescono a fermare in attacco rispettivamente Hanagata e Takano, poi Hanamichi sbaglia clamorosamente il suo layup ma Rukawa riesce a fare il suo secondo canestro in tap-in. |                   |                  |
| 39  | Ryota il lampo 「電光石火のリョータ！」 - Denkōseka no Ryōta! – "Ryota il lampo!" | 24 settembre 1994 |                  |
| 39  | Miyagi è troppo veloce per Ito che non riesce a marcarlo, Miyagi attira verso di sé l'attenzione di Hasegawa e Nagano che infatti non fanno caso ad Hanamichi, dunque Miyagi ne approfitta e passa la palla proprio ad Hanamichi che finalmente mette a segno un layup, così Hanamichi riesce a fare il suo primo canestro in una partita ufficiale. Miyagi ruba la palla a Takano, e poi la passa ad Akagi che poi con un passaggio consegnato riaffida la palla a Miyagi che segna un canestro nonostante il tentativo Hanagata e Nagano di impedirglielo. Miyagi guarda la panchina dello Shoyo lanciando la sua sfida a Fujima. Mitsui con un tiro libero da tre punti riporta la partita in parità. |                   |                  |
| 40  | Il re dei rimbalzi 「リバウンド王・桜木花道」 - Ribaundo ō · Sakuragi Hanamichi – "Hanamichi Sakuragi il re dei rimbalzi" | 1º ottobre 1994   |                  |
| 40  | Hanamichi non accetta di stare all'ombra di Rukawa, Akagi, Mitsui e Miyagi i quali sono tutti attaccanti più capaci di lui, quindi decide di mettersi in mostra con le sue abilità di rimbalzista. Nagato fa un tiro e Hanagata prende il rimbalzo facendo una schiacciata, Mitsui pur mettendo a segno un tiro libero, esso viene invalidato avendo commesso fallo in attacco contro Hanagata. L'intensità del gioco aumenta ma lo Shoyo si rivela la squadra più forte, il primo tempo sta per scadere e lo Shoyo è in vantaggio di nove punti. Taoka, che osserva in maniera scrupolosa la partita, è convinto che se lo Shoyo allungasse il vantaggio di altri due punti prima dello scadere del primo tempo allora si aggiudicherà la partita ritenendo che lo Shohoku nel secondo tempo non potrebbe rimontare un tale svantaggio. Hanagata esegue un tiro libero, Nagano e Takano cercano di prendere la palla ma è Hanamichi che saltando conquista il rimbalzo impedendo ai due di fare canestro. Il primo tempo finisce a grazie ad Hanamichi, che si proclama "Re dei rimbalzi" lo Shohoku contiene lo svantaggio rimanendo in gara. |                   |                  |
| 41  | Fujima entra in campo 「翔陽エース・藤真登場」 - Shōyō Ēsu: Fujima tōjō – "Fujima l'asso dello Shoyo entra in campo" | 1º ottobre 1994   |                  |
| 41  | Nel secondo tempo lo Shohoku parte con il piede giusto, Akagi mette subito a segno una schiacciata, inoltre Hanamichi conquistando i rimbalzi non permette allo Shoyo di esprimere pienamente il suo gioco in attacco, sebbene Hanagata sia più alto di Hanamichi non ha la sua stessa elevazione nel salto. Grazie ai canestri di Akagi e Rukawa lo Shohoku si porta in vantaggio per la prima volta dall'inizio della partita. Questo spinge Fujima a entrare in campo, sostituendo Ito, e dopo il suo ingresso Fujima mette subito a segno un tiro libero. |                   |                  |
| 42  | L'asso dello Shoyo 「翔陽エース藤真の実力」 - Shōyō Ēsu Fujima no jitsuryoku – "La vera abilità di Fujima l'asso dello Shoyo" | 15 ottobre 1994   |                  |
| 42  | L'entrata in campo di Fujima sposta immediatamente gli equilibri della partita, infatti anche se è notevolmente meno alto dei suoi compagno di squadra (178 cm) è comunque tra i giocatori di pallacanestro più forti della prefettura di Kanagawa, insieme a Maki. Fujima dopo aver rubato abilmente palla ad Hanamichi dopo che egli aveva preso l'ennesimo rimbalzo riesce a realizzare un altro tiro libero, come se non bastasse Hanamichi commette fallo su Fujima in difesa, a quest'ultimo viene concesso un tiro libero di penalità che riesce a mettere a segno facilmente. Fujima passa la palla a Hanagata che segna con una schiacciata. Akagi mette in guardia Hanamichi e Rukawa, i loro principali ostacoli saranno Nagano e Takano. Intanto Hasegawa si assume il compito di marcare Mitsui con una difesa box-and-one, quest'ultimo tra l'altro sembra ormai vinto dalla fatica, dato il lungo periodo di inattività. |                   |                  |
| 43  | Mitsui al limite?! 「三井、限界か!?」 - Mitsui, genkai ka!? – "Mitsui ha raggiunto il suo limite!?" | 22 ottobre 1994   |                  |
| 43  | Mitsui non riesce a esprimere il suo gioco come vorrebbe, non solo per via della stanchezza, ma anche a causa del pressing di Hasegawa. Mitsui è costretto ad ammettere che Hasegawa è molto più forte rispetto a quando lo affrontò al campionato delle scuole medie, al contrario Hasegawa ritiene che Mitsui non sia in grado di competere nei campionati delle scuole superiori. Hanamichi cattura un altro rimbalzo, ma nell'anticipare Fujima colpisce Hanagata con una gomitata e gli viene fischiato il quarto fallo. La partita prosegue, ormai è praticamente Rukawa l'unico attaccante dello Shohoku che riesce a mantenere in partita la sua squadra, ma lo Shoyo con il suo incessante gioco offensivo si mantiene in vantaggio anche perché Hanamichi, che è ad un solo fallo dall'espulsione, gioca in maniera pavida non riuscendo più a difendere con tenacia, ormai mancano meno di cinque minuti alla fine della partita. |                   |                  |
| 44  | La tempesta dei tre punti 「三井!嵐の3ポイント」 - Mitsui! Arashi no Surī Pointo – "Mitsui! I tre punti tempestosi" | 5 novembre 1994   |                  |
| 44  | Mitsui è ormai quasi privo di forze, Hasegawa commette fallo su di lui in difesa; Mitsui ritrova la voglia di combattere, la stessa che aveva quando giocava alle scuole medie. Dato che ha subito fallo gli vengono concessi due tiri liberi e lui riesce a metterli a segno senza nessun problema. Miyagi riesce a rubare palla a Hasegawa passandola a Mitsui che segna con un tiro libero da tre punti. Fujima tenta di fermare la rimonda dello Shohoku tentando di fare canestro ma Miyagi gli ruba palla e la passa nuovamente a Mitsui che segna altri tre punti con un step-back jump shot. Lo Shoyo è in vantaggio di soli tre punti e mancano meno di quattro minuti alla fine della partita. |                   |                  |
| 45  | Il punto debole dello Shohoku 「退場目前!?花道ピンチ」 - Taijō mezen!? Hanamichi Pinchi – "Uscita imminente!? Hanamichi Pinch" | 26 novembre 1994  |                  |
| 45  | Fujima passa la palla a Takano che fa comodamente canestro nonostante la marcatura di Hanamichi, quest'ultimo temendo di essere espulso, non riesce più a giocare con serenità. Mitsui riesce a fare un altro tiro libero da tre punti, Takano tenta di fare un altro canestro anche perché Hanamichi non ha il coraggio di marcarlo, per fortuna Rukawa riesce a impedire a Takano di allungare il vantaggio commettendo fallo su di lui. A Takano vengono concessi due tiri liberi per penalità, ma li sbaglia entrambi, sul secondo tiro Rukawa prende la palla sul rimbalzo e fa un passaggio a Mitsui, interviene Fujima che cerca di mandare la palla fuori dal campo ma Mitsui riesce ad afferrarla e la passa a Rukawa che con una schiacciata porta la squadra in pareggio. Rukawa rimprovera Hanamichi dato che giocando in maniera così insicura sta solo facendo ostruzionismo ai suoi compagni di squadra. Mitsui viene sostituito da Kokure mentre al termine del match mancano meno di tre minuti. |                   |                  |
| 46  | Vai a canestro, Hanamichi! 「花道、熱きダンク」 - Hanamichi, atsuki Danku – "Hanamichi, la forte schiacciata" | 3 dicembre 1994   |                  |
| 46  | Hanagata fa un tiro libero dalla distanza ravvicinata, Hanamichi però prende il rimbalzo surclassando Takano (avendo ritrovato la sua sicurezza) impedendo agli avversari di passare nuovamente in vantaggio, infine Rukawa mette a segno un tear drop e lo Shohoku ora conduce la partita per 62-60. Fujima ha capito che quando Hanamichi gioca in difesa mentre Rukawa in attacco, i due diventano una combinazione vincente. Takano tenta di fare canestro ma Hanamichi, esorcizzata la paura di essere espulso, difende con aggressività, rubando palla al suo avversario, Kogure lancia Hanamichi a canestro con un assist, Nagano e Hanagata tentano di ostacolarlo ma Hanamichi li scaraventa per terra facendo una strepitosa schiacciata. Tutti rimangono impressionati dalla sua prestazione, ma la schiacciata viene invalidata avendo commesso fallo in attacco. Hanamichi viene espulso, ma il pubblico lo acclama, Hanamichi viene sostituito da un altro giocatore, lo Shohoku preserva il vantaggio e allo scadere del secondo tempo vince la partita, potendo accedere alla fase finale del campionato di Kanagawa. |                   |                  |
| 47  | La sfida di un vecchio rivale 「ライバルからの挑戦状」 - Raibaru kara no chōsenjō – "Sfida da un rivale" | 10 dicembre 1994  |                  |
| 47  | Mentre Hanamichi è in palestra con Mito ripensa alla partita contro lo Shoyo facendo una schiacciata, lui ha ancora dei dubbi sul suo rendimento ma Mito gli conferma che lui ha fatto una bella partita e il modo in cui il pubblico lo acclamava ne è la conferma. Hanamichi sta diventando popolare, tanto che gli viene dedicato un articolo di giornale. Aota tenta di convincerlo nuovamente a unirsi al club di judo ma Hamanichi rinnova il suo impegno a dedicarsi solo alla pallacanestro. Il Kainan e il Takezono si contengono uno dei quattro posti per la fase finale del campionato della prefettura: nel Takezono gioca Tatsumasa Oda, il fidanzato di Yohko, la cinquantesima ragazza che rifiutò Hanamichi preferendo Oda a lui. La squadra di pallacanestro del liceo Kainan è considerata la più forte della prefettura di Kanagawa, quindi il Takezono ha poche possibilità di vincere, anche se Oda e Hanamichi sono ansiosi di riaffrontarsi dopo che si confrontarono nell'amichevole dove lo Shohoku vinse contro il Takezono. A notte fonda, di ritorno da una cena con i suoi amici, Hanamichi per puro caso incontra proprio Yohko. |                   |                  |
| 48  | L'uomo che voleva battere il Kainan 「打倒海南を誓う男」 - Datō kainan o chikau otoko – "L'uomo che ha promesso di sconfiggere il Kainan" | 17 dicembre 1994  |                  |
| 48  | Vedendo Yohko pensierosa, Hanamichi il giorno dopo salta l'allenamento per recarsi al liceo Takezono: trovato Oda gli spiega che la sua ragazza è molto preoccupata per lui e scopre che si è procurato una contusione alla caviglia (durante una partita). Oda è determinato più che mai a sconfiggere il Kainan, anche con la caviglia malconcia. Hanamichi gli fa quindi gli auguri per la partita di domani per poi recarsi in palestra ad allenarsi da solo tutta la notte. Il giorno dopo il Kainan e il Takezono si sfidano, ma il Kainan, non vedendo nel Takezono un rivale temibile, fa schierare principalmente delle riserve, fatta eccezione per Jin e Muto, mentre Maki, Kiyota e Takasago assisteranno al match dalla panchina. |                   |                  |
| 49  | L'ultima battaglia del Takezono 「武園・最後の闘志」 - Takezono, saigo no tōshi – "Takezono, l'ultima battaglia" | 24 dicembre 1994  |                  |
| 49  | Oda si rivela un ottimo trascinatore per la squadra, portandola subito in vantaggio, ma il dolore alla caviglia inizia a farsi sentire, tra l'altro Jin, il quale vanta una perfetta tecnica nel tiro libero da tre punti, aiuta la squadra a rimontare lo svantaggio. Oda sembra sul punto di cedere, inoltre anche se il Kainan ha fatto scendere in campo delle riserve il loro livello di gioco è ugualmente superiore a quello del Takezono. Interviene Hanamichi il quale lo spinge a non arrendersi, inoltre Oda ripensando al suo legame con Yohko, trova il coraggio di continuare a giocare, sebbene il Kainan vinca senza difficoltà per 150-78. Hanamichi promette a Oda che un giorno giocheranno l'uno contro l'altro. Le quattro squadre che si affronteranno nella fase finale del campionato di pallacanestro di Kanagawa sono lo Shohoku, il Takezato, il Ryonan e il Kainan. |                   |                  |
| 50  | Sfida ai campioni 「王者への挑戦」 - Ō-sama e no chōsen – "Sfida al re" | 7 gennaio 1995    |                  |
| 50  | È iniziata la fase finale del campionato liceale di pallacanestro della prefettura di Kanagawa, le quattro squadre si affronteranno nel round robin, nella prima giornata lo Shohoku e il Ryonan affronteranno rispettivamente il Kainan e il Takezato. Per lo Shohoku si prospetta una partita impegnativa, dato che il Kainan si è qualificato per i campionati nazionali per sedici anni consecutivi. Anche Hotta è venuto a fare il tifo per lo Shohoku che fa scendere in campo Akagi, Hanamichi, Rukawa, Mitsui e Miyagi mentre il Kainan schiera la sua formazione migliore: Maki, Jin, Muto, Takasago e Kiyota. Quest'ultimo che desidera per sé il titolo di matricola più forte del campionato interscolastico nazionale, vede in Rukawa e Hanamichi due temibili rivali. |                   |                  |
| 51  | Hanamichi scatenato 「計算外!?花道絶好調！」 - Keisan-gai!? Hanamichi zekkōchō! – "Calcolo esterno!? Hanamichi al suo meglio!" | 14 gennaio 1995   |                  |
| 51  | La partita tra il Kainan e lo Shohoku si anima subito, Akagi fa subito una schiacciata sebbene il Kainan con i canestri di Jin e Kiyota si porta in vantaggio, inoltre Maki dando prova di essere un ottimo difensore riesce a impedire a Rukawa, Mitsui e Hanamichi di fare canestro. Yayoi Aida, giornalista e sorella maggiore di Hikoichi, assiste alla partita del Ryonan che guidato da Sendo è già in vantaggio nel primo tempo sul Takezato di ventitre punti. Yayoi va poi a guardare la partita tra lo Shohoku e il Kainan, dove Hanamichi riesce a eludere la marcatura di Kiyota mettendo a segno un layup. |                   |                  |
| 52  | L'arma segreta del Kainan 「桜木封じの秘密兵器！」 - Sakuragi fūji no himitsu heiki! – "L'arma segreta contro Sakuragi!" | 21 gennaio 1995   |                  |
| 52  | Riki Takato, l'allenatore del Kainan, sostituisce Jin con Yoshinori Miyamasu, studente del terzo anno del liceo Kainan, un ragazzo dall'aspetto poco minaccioso (160 centimetri per 42 kg) questa è per lui la sua prima partita, e gli viene affidato l'incarico di marcare Hanamichi. Sebbene Miyamasu non sia un giocatore molto forte, Hanamichi stranamente, davanti a lui, commette un errore dietro l'altro. Mito ha intuito che il Kainan ha scoperto il punto debole di Hanamichi: lui essendo un principiante non ha la padronanza del suo talento, riesce a giocare al meglio solo davanti ad avversari molti forti, ma affrontando un rivale poco temibile come Miyamasu non si concentra e non è in grado di giocare come vorrebbe. Maki suggerisce persino di fermare le schiacciate di Hanamichi con la tattica del Hack-a-Shaq dato che quest'ultimo non sa eseguire i tiri liberi. Miyamasu mette a segno due tiri liberi così il Kainan aumenta il suo vantaggio. Anzai si vede costretto a sostituire Hanamichi con Kogure mentre Miyamasu torna in panchina. |                   |                  |
| 53  | Il Gorilla infortunato 「ゴリ負傷!絶体絶命!?」 - Gori fushō! Zettai zetsumei!? – "La ferita del Gorilla! Situazione disperata!?" | 28 gennaio 1995   |                  |
| 53  | Kiyota non essendo lontanamente all'altezza di Rukawa, non è capace di marcarlo. Rukawa grazie ai passaggi di Kogure e Akagi, riesce a fare due canestri, ma nel catturare un rimbalzo Akagi mette male il piede e si procura una distorsione alla caviglia; Hanamichi e Ayako lo portano negli spogliatoi e il capitano ordina ad Ayako di fargli una fasciatura stretta, dato che vuole tornare a giocare il prima possibile. Hanamichi intanto sostituisce Akagi come pivot, mentre il Ryonan a meno di sei minuti dalla fine della partita è in vantaggio sul Takezato di quarantasei punti. Kiyota fa un passaggio a Takasago ma Hanamichi lo intercetta permettendo allo Shohoku di andare in contropiede e Rukawa fa un altro canestro. |                   |                  |
| 54  | Il fratello di King Kong 「キングコング・弟」 - Kingu Kongu, otōto – "Il fratello minore di King Kong" | 4 febbraio 1995   |                  |
| 54  | Spinti al dare il massimo dall'assenza in campo di Akagi, i giocatori dello Shohoko cercano la rimonta, Hanamichi e Rukawa difendono l'area dei tre secondi dall'attacco di Kiyota e Takasogo. Il Ryonan sconfigge senza troppe difficoltà il Takezato per 117-64, Uozumi ha segnato trentacinque punti. Rukawa è implacabile iniziando a segnare un canestro dietro l'altro, a pochi minuti dalla conclusione del primo tempo lo Shohoku è in svantaggio di soli cinque punti. |                   |                  |
| 55  | Il dominatore della partita 「ゲームを支配する男」 - Gēmu wo shihai suru otoko – "L'uomo che domina il gioco" | 11 febbraio 1995  |                  |
| 55  | Maki segna un canestro nel tentativo di fermare la rimonta di Rukawa, ma inutilmente dato che quest'ultimo è inarrestabile facendo canestri a ripetizione. Hanamichi ha il possesso palla venendo marcato da Kiyota, Takasogo e Muto, ma riesce comunque a passare la palla a Rukawa che esegue una fantastica schiacciata. A pochi secondi dalla fine della primo tempo Rukawa ruba palla a Kiyota e mette a segno un tiro libero portando le due squadre in parità. Rukawa ha segnato venticinque punti, Akagi si è fatto medicare la caviglia da Ayako la quale è ancora preoccupata per lui, specialmente ora che Akagi riprende a giocare nel secondo tempo sostituendo Kogure, inoltre anche Jin ritorna in campo. All'inizio della seconda ripresa Akagi fa un canestro portando per la prima volta lo Shohoku in vantaggio. |                   |                  |
| 56  | Maki al massimo 「エース牧・全開！」 - Ēsu Maki, zenkai! – "Ace Maki, a tutto gas!" | 18 febbraio 1995  |                  |
| 56  | Akagi è in ottima forma e segna un altro canestro, ripensando al passato quando era una matricola e sprecava il suo talento nella squadra di pallacanestro del liceo Shohoku che era semi-sconosciuta, mentre Fujima e Maki che erano due studenti del primo anno rispettivamente dello Shoyo e del Kainan erano già titolari nelle loro squadre e si erano guadagnati velocemente il successo agonistico, anche perché i compagni di squadra di Akagi erano poco motivati: Akagi vede in questa partita una rivalsa personale. Maki inizia a fare sul serio, non solo riesce a fare dei canestri ma mette Akagi e Hanamichi nella posizione di fargli fallo in difesa e così mette a segno i tiri liberi che gli vengono concessi per penalità. Maki con un pick and roll permette a Jin di mettere a segno un tiro libero da tre punti. Jin essendo un'eccezionale guardia tiratrice continua a fare sempre più punti con i suoi tiri liberi e il Kainan aumenta il suo vantaggio. |                   |                  |
| 57  | La strategia di Anzai 「安西・勝利への賭け！」 - Anzai, shōri e no kake! – "Anzai, scommetti la vittoria!" | 25 febbraio 1995  |                  |
| 57  | Akagi, Rukawa, Mitsui e Miyagi, seguendo le istruzioni di Anzai, marcano tutti insieme Maki quando quest'ultimo ha il possesso palla in attacco, mentre Hanamichi si occupa del contropiede. Akagi, per merito di Hanamichi che involontariamente ha sbagliato un appoggio facile, fa una schiacciata. Hanamichi, smanioso di battere Maki il quale è considerato il giocatore di pallacanestro più forte di Kanagawa, tenta il canestro ma Maki lo scaraventa per terra commettendo fallo in difesa. Ad Hanamichi vengono concessi due tiri liberi di penalità che mette a segno imitando intuitivamente la tecnica a due mani di Rick Barry. Hanamichi fornisce un assist a Miyagi che segna un canestro accorciando le distanze dal Kainan. Takato sostituisce Muto con Miyamasu, che Anzai fa marcare da Miyagi mentre Hanamichi si mette a marcare Jin in modo da fermare i loro tiri dalla lunga distanza. |                   |                  |
| 58  | Rincorsa tenace 「しぶとい奴ら！」 - Shibutoi yatsura! – "Ragazzi testardi!" | 4 marzo 1995      |                  |
| 58  | Lo Shohoku e il Kainan giocano in maniera equilibrata, ma è sempre il Kainan a condurre la partita, grazie soprattutto ai canestri di Maki. Rukawa con su un assist disperato di Hanamichi, esegue una schiacciata, e ora lo Shohoku è in svantaggio di soli quattro punti. Rukawa è costretto alla sostituzione con Kogure essendo talmente stanco da non stare in piedi; Akagi, invece, nonostante il dolore lancinante alla caviglia continua imperterrito a giocare, guadagnandosi persino il tifo di Uozumi e del Ryonan. Kogure fa un bel salvataggio su una distrazione di Mitsui, anche lui sfinito, mentre la partita entra nei suoi ultimi 45 secondi. |                   |                  |
| 59  | Gli ultimi 10 secondi 「ラスト10秒！完全決着」 - Rasuto 10-byō! Kanzen ketchaku – "Gli ultimi 10 secondi! Una conclusione perfetta" | 11 marzo 1995     |                  |
| 59  | Sfruttando sia una giocata di Miyagi che la finta insegnatagli da lui per eludere la marcatura di Takasogo, Hanamichi riesce a fare una schiacciata mettendo al tappeto Maki, il quale commette anche fallo e concede un tiro libero al giocatore dello Shohoku, ora con soli due punti di svantaggio a 19 secondi dalla fine. Hanamichi sbaglia il tiro libero ma Akagi conquista il rimbalzo e passa la palla a Mitsui il quale, pur marcato da Kiyota, riesce a tentare il tiro da tre punti, ma anche lui commette un errore. Hanamichi prende il rimbalzo ma confonde Takasogo con Akagi e per sbaglio gli passa la palla. Il centro del Kainan a questo punto mantiene la palla e fa scadere il tempo, permettendo alla sua squadra di imporsi per 90-88. Al termine della partita Kiyota mostra a Mitsui che il dito medio della mano sinistra gli sanguina, facendogli intuire di aver sporcato il suo tiro, impedendogli di fare canestro. Hanamichi, disperato per l'errore che è costato la sconfitta allo Shohoku, scoppia in lacrime. |                   |                  |
| 60  | Lo Shohoku sul precipizio 「がけっぷちの湘北」 - Kakebbuchi no Shōhoku – "Lo Shohoku al limite" | 18 marzo 1995     |                  |
| 60  | Il giorno dopo la sconfitta con il Kainan, Hanamichi non si presenta né a lezione né agli allenamenti, si sente responsabile per la sconfitta. Lo Shohoku per accedere al campionato interscolastico non può più permettersi delle sconfitte, e dunque deve obbligatoriamente battere sia il Takezato che il Ryonan. Hanamichi va in un campo di pallacanestro all'aperto, proprio lì c'è un ragazzo di nome Kicchou Fukuda, e Hanamichi attira la sua attenzione. Calata la notte Hanamichi va nella palestra della scuola e incontra Rukawa: questi gli dice che ha fatto molto di più di quello che tutti si aspettavano da lui, e infatti Rukawa si ritiene il vero responsabile della sconfitta dato che non è stato capace di reggere per via della fatica. Hanamichi, accusandolo di essere un egocentrico, si mette a fare a pugni col lui. Entrambi, dopo aver fatto a botte e sfogato un po' di rabbia repressa, ritrovano parzialmente la loro serenità. Il giorno dopo Hanamichi salta la scuola ma si presenta agli allenamenti con un taglio di capelli molto più corto, per ricordarsi sempre dell'errore commesso. |                   |                  |
| 61  | Il rapato alla riscossa 「ボーズ頭の逆襲！」 - Bōzu atama no gyakushū! – "Il pelato colpisce ancora!" | 25 marzo 1995     |                  |
| 61  | Durante gli allenamenti Anzai indice una partita dove le matricole Hanamichi, Rukawa, Kuwata, Iishi e Sasaoka affronteranno i senior, ovvero Miyagi, Kogure, Yasuda Shiozaki e Kakuta. I progressi di Hanamichi sono impressionanti, infatti Kakuta non è capace di marcarlo e di impedirgli di fare canestro dato che Hamanichi è stato capace di rivaleggiare contro avversari più forti come Maki e Hanagata. Anzia effettua una sostituzione, facendo entrare Mitsui al posto di Kakuta nel ruolo di pivot. Messo sotto pressione da un giocatore molto più esperto di lui, Hanamichi per via della marcatura di Mitsui non riesce più a fare canestro, rendendosi conto che per diventare un attaccante migliore dover migliorare notevolmente nel tiro libero. |                   |                  |
| 62  | Tre giorni di super allenamento 「特訓3DAYS」 - Tokkun 3DAYS – "3 giorni di super allenamento" | 8 aprile 1995     |                  |
| 62  | Akagi sottopone Hanamichi a tre giorni di allenamento intensivo insegnandogli il tiro libero dalla distanza ravvicinata. Il giorno della partita contro il Takezato, Hanamichi non si presenta, infatti è rimasto sveglio tutta la notte ad allenarsi in un campo all'aperto, finendo con l'addormentarsi, venendo svegliato il mattino seguente da degli anziani. Hanamichi va alla partita, ma anche senza di lui lo Shohoku è perfettamente in grado di dominare sugli avversari del Takezato, infatti Akagi avendo capito che il Ryonan sarà un avversario molto più ostico ritiene saggio che Hanamichi eviti di giocare in modo che il Ryonan non scopra che adesso sa eseguire i tiri liberi sotto canestro. Lo Shohoku sconfigge il Takezato per 120-81 e Hanamichi scopre che Fukuda è un giocatore del Ryonan. |                   |                  |
| 63  | Scontro al vertice tra Kainan e Ryonan 「頂上決戦！海南VS陵南」 - Chōjō kessen! Kainan VS Ryōnan – "Battaglia al vertice! Kainan VS Ryonan" | 8 aprile 1995     |                  |
| 63  | Il Ryonan e Kainan che sono in cima alla classifica di Kanagawa devono giocare l'una contro l'altra: il Kainan fa scendere in campo Maki, Jin, Muto, Kiyota e Takasago, invece il Ryonan schiera Uozumi, Fukuda, Uekusa, Koshino e Sendo. La grande sorpresa è che quest'ultimo si adatta ad un ruolo non suo, quello di playmaker. Sendo giocando in difesa riesce a bloccare il Kainan in attacco, inoltre con i suoi assist riesce a controllare il flusso del gioco, e i suoi compagni continuano a fare sempre più canestri, in particolare Fukuda (che non giocò nell'amichevole contro lo Shohoku) che si rivela un'ottima ala. |                   |                  |
| 64  | Dimostrazione di forza 「本領発揮！王者・海南」 - Honryō hakki! Ōja Kainan – "Mostra il tuo vero potere! Re Kainan" | 15 aprile 1995    |                  |
| 64  | Il Ryonan sembra ormai aver preso definitivamente le redini della partita, Fukuda continua a segnare un canestro dietro l'altro rivelandosi un realizzatore formidabile, è riuscito a segnare oltre venti punti. L'anno precedente, come matricola del liceo Ryonan, venne sospeso dalla squadra dopo aver aggredito Taoka che non faceva che metterlo sotto pressione. Kiyota esegue una schiacciata, ridando fiducia al Kainan che con i canestri di Maki, Jin e Takasago inizia a rimontare. Fukuda viene sostituito da Ikegami mentre Uozumi commette più volte fallo su Takasago venendo espulso dopo aver insultato l'arbitro, e Sugadaira prende il suo posto. |                   |                  |
| 65  | Il duello tra Sendoh e Maki 「最強対決！仙道vs牧」 - Saikyō taiketsu! Sendō vs Maki – "La partita dei più forti! Sendoh vs Maki" | 29 aprile 1995    |                  |
| 65  | Ora che Fukuda e Uozumi non giocano, Sendo è costretto a giocare come finalizzatore, la partita tra Ryonan e Kainan si trasforma rapidamente in un duello tra Maki e Sendo che continuano a fare sempre più canestri, Taoka sostituisce Sugadaira con Fukuda. Hanamichi va nella palestra del liceo e Anzai lo guarda allenarsi. Il Kainan è in vantaggio di quattro punti, ma Fukuda con un canestro riduce la distanza, Ikegami riesce a rubare la palla a Maki, e Sendo con una schiacciata porta la squadra in pareggio al buzzer beater, anche perché Maki stranamente non ha nemmeno tentato di fermarlo: la partita prosegue a oltranza nell'overtime. Akagi, Kogure e Ayako, dopo aver saputo che Anzai ha avuto un infarto, si precipitano in ospedale dove trovano Hanamichi in lacrime. |                   |                  |
| 66  | La scommessa di Sendoh 「仙道・一瞬の賭け！」 - Sendō isshun no kake! – "La scommessa di Sendoh" | 13 maggio 1995    |                  |
| 66  | Hanamichi, visibilmente scosso, lascia l'ospedale, Anzai è ancora vivo, è accudito dalla moglie, che spiega ad Akagi, Ayako e Kogure che Anzai ha avuto un infarto nella palestra mentre era in compagnia di Hanamichi e senza l'intervento di quest'ultimo suo marito non sarebbe sopravvissuto; la donna rivela inoltre che il coach dovrà stare in ospedale ancora qualche giorno, perdendo quindi la partita con il Ryonan. Fujima ha capito che Maki ha permesso a Sendo di fare quella schiacciata perché anche tentando di fermarlo sarebbe riuscito a metterla a segno ugualmente, e facendogli fallo in difesa Sendo avrebbe ottenuto in tiro libero di penalità e facendo canestro avrebbe portato il Ryonan alla vittoria. Hanamichi, intanto, ripensa a suo padre, morì a causa di un malore, Hanamichi tentò di chiamare i soccorsi ma venne aggredito da dei teppisti che poco prima aveva picchiato, che gli impedirono di salvare suo padre. Il Kainan batte per 89-83 il Ryonan ai tempi supplementari, quindi il Kainan si qualifica per il campionato interscolastico con una giornata di anticipo. |                   |                  |
| 67  | L'ultima partita: Shohoku contro Ryonan! 「最終決戦！湘北VS陵南」 - Saishū kessen! Shōhoku VS Ryōnan – "La battaglia finale! Shohoku VS Ryonan" | 20 maggio 1995    |                  |
| 67  | Il Kainan vince senza problemi con il Takezato per 98-51, classificandosi al primo posto della prefettura di Kanagawa, è tuttavia giunto il momento della partita più attesa: quella tra Ryonan e Shohoku. Entrambe con una sconfitta e una vittoria, la vincitrice otterrà il secondo posto e potrà accedere insieme al Kainan al campionato interscolastico. Hanamichi, Akagi, Mitsui, Rukawa e Miyagi affrontano Sendo, Uozumi, Fukuda, Uekusa e Koshino. Il Ryonan si porta subito in vantaggio quando Fukuda fa un tiro che viene stoppato da Hanamichi; la stoppata avviene in modo irregolare e il Ryonan guadagna comunque due punti, ma Sakuragi dimostra ancora una volta la sua incredibile elevazione. |                   |                  |
| 68  | Testa Rossa il salvatore 「救世主!?桜木花道」 - Kyūseishu!? Sakuragi Hanamichi – "Salvatore!? Hanamichi Sakuragi" | 27 maggio 1995    |                  |
| 68  | Hanamichi riporta in parità il risultato con un tiro libero sotto canestro, dando sfoggio delle sue nuove abilità come giocatore. A detta di Jin se Hanamichi avesse giocato contro il Kainan al suo attuale livello avrebbero avuto meno probabilità di battere lo Shohoku. Tra Hanamichi e Fukuda si accende subito un'intensa rivalità, intanto Uozumi entra nel pieno della partita stoppando il tiro di Mitsui. |                   |                  |
| 69  | Gorilla Crisis 「ゴリ異変！」 - Gori ihen! – "L'incidente del Gorilla!" | 3 giugno 1995     |                  |
| 69  | Akagi, spaventato di forzare troppo la sua caviglia, temendo che non si sia del tutto ripreso non riesce a marcare Uozumi come vorrebbe. Fukuda mette a segno un tiro libero ottenendone un altro come penalità dato che Hanamichi ha commesso fallo su di lui in difesa, e Fukuda riesce a fare canestro. Uozumi riesce a fare un altro canestro per la squadra, e Akagi avendogli fatto fallo, fa sì che Uozumi ottenga un tiro libero per penalità, ma grazie all'air ball di Uozumi, non ci sono conseguenze. Kogure è costretto a chiamare il time out. |                   |                  |
| 70  | Gorilladunk II 「ゴリラダンクII」 - Gorira Danku II – "Gorilla Dunk II" | 10 giugno 1995    |                  |
| 70  | Hanamichi, durante il timeout, rifila una delle sue terribili testate ad Akagi per svegliarlo e, ripreso il gioco, il capitano, incoraggiato da tutti i suoi compagni e dai tifosi, sembra riprendersi. Akagi e Hanamichi tentano entrambi la schiacciata ma Sendo e Uozumi riescono a fermarli, quest'ultimo commette fallo contro Hanamichi. |                   |                  |
| 71  | L'urlo della riscossa 「ゴリ・復活の雄叫び！」 - Gori fukkatsu no otakebi! – "Il grido del risveglio del Gorilla!" | 17 giugno 1995    |                  |
| 71  | Hanamichi si riprende e, dopo che gli viene impedito di iniziare una rissa dai suoi amici, segna il primo tiro libero che gli viene concesso per penalità con la sua tecnica a due mani; sul secondo Rukawa cattura il rimbalzo e fa un assist ad Akagi, che con una straordinaria schiacciata fa tremare tutto il canestro. Taoka, tuttavia, dopo aver chiesto un timeout, cambia tattica dando istruzioni affinché sia Fukuda a essere lanciato come unico attaccante, che supera senza problemi la difesa di Hanamichi riuscendo a fare canestro. |                   |                  |
| 72  | La grande umiliazione 「人生最大の屈辱」 - Jinsei saidai no kutsujoku – "La più grande vergogna della propria vita" | 1º luglio 1995    |                  |
| 72  | Fukuda con i suoi canestri aumenta il vantaggio del Ryonan anche perché Hanamichi non è in grado di marcarlo, addirittura nell'ultimo e vano tentativo di fermare Fukuda, Hanamichi si ferisce alla fronte e viene sostituito da Kogure. Uoizumi e Sendo rispettivamente marcati da abili giocatori come Akagi e Rukawa avevano meno possibilità di sfruttare le loro abilità realizzative, quindi Taoka aveva ritenuto opportuno usare Fukuda come principale attaccante dato che a marcarlo era Hanamichi che avendo poca esperienza come giocatore non è capace di intuire le intenzioni dell'avversario, infatti il punto debole di Hanamichi è che è debole nel one-on-one in fase difensiva. Senza di lui la squadra gioca comunque bene e grazie a Mitsui che non solo riesce a marcare bene Fukuda ma realizza un tiro libero da tre punti. Finisce il primo tempo con soli sei punti di svantaggio per il Ryonan. Sakuragi, mentre Ayako lo medica, freme per la rabbia e per l'umiliazione subita per mano di Fukuda. |                   |                  |
| 73  | Shohoku – Ryonan, secondo tempo 「流川・後半戦への賭け」 - Rukawa kōhan-sen e no kake – "Rukawa e il gioco d'azzardo nel 2º tempo" | 8 luglio 1995     |                  |
| 73  | Nel secondo tempo Hanamichi, superata la crisi, rientra in campo e viene incaricato di marcare Ikegami il miglior difensore del Ryonan (il quale sostituisce Koshino) schierato dal suo allenatore per arginare Mitsui, che viene spostato su Fukuda. Rukawa, che nel primo tempo ha segnato solo due punti, decide di fare sul serio, rivelando la sua tattica: risparmiare le forze nella prima sezione di gioco in modo da umiliare Sendo nella seconda. Infatti nella partita contro il Kainan Rukawa aveva commesso l'errore di sfiancarsi nel primo tempo, e nel secondo non gli erano più rimaste energie. Rukawa riesce a fare due canestri e Sendo gli fa fallo in difesa, e a Rukawa viene concesso un tiro libero di penalità. |                   |                  |
| 74  | L'avversario più pericoloso 「最も危険な挑戦者」 - Mottomo kiken'na chōsen-sha – "Lo sfidante più pericoloso" | 15 luglio 1995    |                  |
| 74  | Rukawa riesce a mettere a segno il tiro libero che gli viene concesso per penalità, adesso la partita è più equilibrata, anche grazie ai canestri di Uozumi e Miyagi, ma il match ormai si è trasformato in un confronto individuale tra Sendo e Rukawa i quali con la loro ottima tecnica fanno un canestro dietro l'altro. Il Ryonan, tuttavia, perde il proprio margine arrivando ad un solo punto di vantaggio. |                   |                  |
| 75  | Fine play 「ファインプレイ」 - Fain Purei – "Fine Play" | 22 luglio 1995    |                  |
| 75  | La partita prosegue Fukuda e Rukawa continuano a fare altri canestri, ma Hanamichi, stanco di fare da spettatore, entra in azione e riesce a far commettere fallo a Uozumi: essendo la quarta infrazione per lui, Taoka lo fa sedere in panchina sostituendolo con Sugadaira per evitare che venga espulso con un eventuale quinto fallo. L'assenza del capitano del Ryonan pesa sia in attacco che in difesa e Hanamichi, fornendo un assist per Mitsui e con una sua conclusione con un tiro libero da tre punti di quest'ultimo, ne approfitta portando lo Shohoku in vantaggio. Sugadaira tenta di bloccare Akagi che con una finta passa la palla ad Hanamichi il quale con un tiro libero sotto canestro porta lo Shohoku in vantaggio di tre punti. |                   |                  |
| 76  | Presagio di vittoria 「勝利の予感」 - Shōri no yokan – "La sensazione della vittoria" | 5 agosto 1995     |                  |
| 76  | Nonostante qualche errore, che lo porta anche a segnare inavvertitamente nel proprio canestro, Hanamichi, spinto dai suoi compagni e dai tifosi, mette in mostra il proprio potenziale, contribuendo ad aumentare il vantaggio dello Shohoku sul Ryonan. Akagi è pieno di energia, prima grazie a Rukawa segna con un alley-oop, e poi su assist di Mitsui segna su terzo tempo. Hanamichi impedisce a Ikegami di fare canestro rubandogli palla, adesso lo Shohoku ha il controllo della partita. |                   |                  |
| 77  | Siete forti, ragazzi 「君たちは強い」 - Kimitachi wa tsuyoi – "Siete forti ragazzi" | 12 agosto 1995    |                  |
| 77  | Lo Shohoku, guidato da uno straripante e pienamente ritrovato Akagi, prende il largo giocando ad un livello altissimo, in cui tutti i suoi componenti esprimono tutta la loro abilità. Sendo non è grado di fare canestro per via della difesa di Akagi, mentre Maki ripensa al passato, quando Akagi limitato da dei compagni di squadra mediocri, non riusciva a emergere a dispetto del suo potenziale, ma ora finalmente ha una squadra alla sua altezza. Uozumi, che ha chiesto al suo allenatore di rientrare in campo per provare a limitarli, si sente rispondere che dovrà attendere gli ultimi cinque minuti della partita, mentre Rukawa, Akagi e Hanamichi con i loro canestri aumentano ancora il vantaggio dello Shohoku. |                   |                  |
| 78  | Il rientro di Uozumi 「復活！闘将・魚住純」 - Fukkatsu! Tōshō Uozumi Jun – "Rinascita! Il combattente Jun Uozumi" | 19 agosto 1995    |                  |
| 78  | Davanti al break dello Shohoku, Taoka fa rientrare in campo Uozumi al posto di Sugadaira prima del previsto. Non sembra che il rientro del capitano del Ryonan migliori le cose, tanto che Miyagi allunga il vantaggio con un altro canestro. Uozumi allora, ripensando sia agli snervanti allenamenti cui si è sottoposto che alla voglia di battere Akagi, guida l'attacco della sua squadra e, puntando anche sui suoi compagni, Uozumi passa la palla a Sendo che poi con un assist permette a Fukuda di fare canestro: ha inizio la rimonta del Ryonan. |                   |                  |
| 79  | La Marea Blu 「BW（ブルーウェーブ）！陵南の反撃」 - BW (Burū Ēbu)! Ryōnan no hangeki – "BW (Blue Wave)! Il contrattacco del Ryonan" | 26 agosto 1995    |                  |
| 79  | Uozumi gioca senza paura nonostante abbia già commesso quattro falli e tutto il Ryonan ne beneficia. Sendo fa canestro e Akagi commette fallo in difesa contro di lui, quindi a Sendo viene concesso un tiro libero di penalità che riesce a mettere a segno senza il minimo problema. Nonostante gli sforzi di Hanamichi e Rukawa, nessuno riesce a fermare Sendo che esegue un'ottima schiacciata. |                   |                  |
| 80  | L'elemento instabile dello Shohoku 「湘北の不安要素」 - Shōhoku no fuan yōso – "Il problemi dello Shohoku" | 2 settembre 1995  |                  |
| 80  | L'allenatore del Ryonan riesce a far emergere i due principali punti deboli dello Shohoku, cioè i falli e la mancanza di sostituti validi; Miyagi è il primo a commettere il quarto fallo. La partita adesso è diventata un duello individuale tra Rukawa e Sendo i quali non risparmiano nulla con i loro spettacolari canestri, ma il Ryonan sta lentamente rimontando lo svantaggio. |                   |                  |
| 81  | Inarrestabile Sendoh 「仙道ファイヤー！湘北崩壊!!」 - Sendō Faiyā! Shōhoku hōkai!! – "Sendoh Fire! La sconfitta dello Shohoku!!" | 23 settembre 1995 |                  |
| 81  | Sendo è incontenibile e lo Shohoku chiama il timeout ma non riesce a risolvere niente; Taoka sostituisce Uekusa con Koshino e passa quindi a sfruttare le altre due debolezze degli avversari, cioè la mancanza di Anzai e l'inesperienza di Sakuragi, per avvicinarsi ancora. Akagi commette il suo quarto fallo su Sendo senza riuscire a impedirgli di segnare un altro canestro con cui accorciare le distanze, mentre Mitsui sviene per la fatica. |                   |                  |
| 82  | L'esplosione del principiante 「ド素人・花道本領発揮」 - Do shirōto Hanamichi honryō hakki – "Hanamichi dimostra di essere un vero dilettante" | 21 ottobre 1995   |                  |
| 82  | Kogure prende il posto di Mitsui, che dopo aver rimpianto amaramente i suoi due anni di teppismo, comprende di non essere più l'atleta di un tempo. Mitsui torna a supportare la squadra dalla panchina, mentre a Sendo viene concesso un tiro libero di penalità e ancora una volta lo mette a segno, ora Ryonan è a un punto dal pareggio. Fukuda lanciato a schiacciare, viene fermato da Hanamichi che gli si para davanti obbligandolo a passare. Rukawa non è in grado di marcare Sendo, ma inaspettatamente Hanamichi riesce a impedirgli di fare canestro e di portare il Ryonan in vantaggio. Akagi non ha il coraggio di bloccare Uozumi avendo commesso quattro fallo non volendo fare pure il quinto ed essere espulso, ma proprio quando Uozumi stava per fare canestro Hanamichi riesce a impedirglielo con un'energica stoppata. Alla fine della partita manca ora poco più di un minuto e lo Shohoku ha ancora un punto di vantaggio. |                   |                  |
| 83  | La grinta dietro le lenti 「副主将（キャプテン）メガネ君の執念」 - Fuku shushō (Kyaputen) megane-kun no shūnen – "La perseveranza del vicecapitano occhialuto" | 28 ottobre 1995   |                  |
| 83  | Lo Shohoku ormai sembra lanciato alla vittoria, Fujima e Taoka si interrogano su come abbia fatto Hanamichi a bloccare a ripetizione Fukuda, Sendo e Uozumi, tutto fa supporre che ci sia riuscito a istinto, ma aleggia il sospetto che possa realmente aver intuito le loro mosse adottando le dovute contromisure malgrado la sua poca esperienza di gioco. Hanamichi ruba palla a Ikegami e la passa a Kogure che riesce a segnare con un tiro libero da tre punti: lo Shohoku è in vantaggio di quattro punti e l'allenatore del Ryonan, dopo aver chiamato il timeout, capisce di aver sottovalutato troppo i suoi avversari. |                   |                  |
| 84  | Vittoria e sconfitta 「勝敗」 - Shōhai – "Vittoria o sconfitta" | 4 novembre 1995   |                  |
| 84  | Sendo non si arrende e segna un canestro accorciando lo svantaggio, ma a pochi secondi dalla fine della partita Uozumi viene vinto da Akagi sul mismatch consentendo ad Hanamichi di segnare con una schiacciata e lo Shohoku vince per 70-66. Lo Shohoku si classifica al secondo posto nella prefettura di Kanagawa e quindi insieme al Kainan potrà giocare nel campionato di pallacanestro interscolastico. Uozumi e Akagi, con le lacrime agli occhi, si abbracciano, infine Hanamichi e la sua squadra vanno a trovare Anzai in ospedale per dargli la lieta notizia. Maki ottiene il titolo di MVP della prefettura venendo inserito insieme a Jin, Sendo, Rukawa e Akagi nella Kanagawa Best Five. |                   |                  |
| 85  | Una nuova sfida! 「あらたなる挑戦！全国制覇」 - Aratanaru chōsen! Zenkoku seiha – "Una nuova sfida! La conquista nazionale" | 11 novembre 1995  |                  |
| 85  | Il giorno dopo la vittoria sul Ryonan i ragazzi della squadra vengono accolti come divi a scuola, tanto che diversi studenti vanno ad assistere agli allenamenti. Akagi, pur complimentandosi con i suoi compagni, dice loro che per prepararsi al campionato nazionale dovranno allenarsi come mai prima d'ora ma Rukawa non sembra intenzionato a considerare i suoi compagni, continuando con il suo gioco prettamente individualistico. |                   |                  |
| 86  | L'ambizione di Rukawa 「流川の野望」 - Rukawa no yabō – "L'ambizione di Rukawa" | 18 novembre 1995  |                  |
| 86  | Mentre allo Shohoku gli allenamenti riprendono normalmente, sebbene Rukawa sembri sempre più estraniato dal gruppo, al Ryonan avvengono grandi cambiamenti: Ikegami e Uozumi, avendo fallito l'obbiettivo di raggiungere il campionato nazionale, si ritirano dalla squadra di pallacanestro essendo all'ultimo anno e, specialmente Uozumi, dovendo aiutare il padre con il lavoro nella ristorazione, quindi il titolo di capitano ora viene assegnato a Sendo. |                   |                  |
| 87  | Diventare il numero uno 「日本一の高校生」 - Nihon'ichi no kōkōsei – "Il migliori giocatore delle scuole superiori in Giappone" | 25 novembre 1995  |                  |
| 87  | Anzai riceve a casa la visita di Rukawa che lo mette a parte dei suoi progetti: partire per gli Stati Uniti e giocare nella NBA ma Anzai lo disillude: in Giappone ci sono giocatori di pallacanestro più forti di Sendo il quale a sua volta si è rivelato più capace di Rukawa, cercando di fargli capire che per ora non è pronto e che deve cercare almeno di diventare il più forte del suo paese. Hanamichi incontra per caso Maki e Kiyota e si accoda a loro dato che sono diretti a Nagoya, ad assistere alla partita di qualificazione del campionato nazionale liceale della prefettura di Aichi, si affronteranno l'Aiwa dove gioca il fortissimo Dai Moroboshi conosciuto come la "Stella di Aichi" e il Meihou. Entrambe le squadre si qualificano per il campionato nazionale, ma l'Aiwa anche se era la favorita del match si classifica al secondo posto, mentre il Meihou si classifica prima, vincendo contro l'Aiwa per 74-68, grazie a Hiroshi Morishige, matricola del primo anno, ragazzo dal fisico roccioso e con una potente tecnica offensiva. |                   |                  |
| 88  | Nel paese del basket 「バスケットの国アメリカ」 - Basuketto no kuni Amerika – "L'America, il paese del basket" | 2 dicembre 1995   |                  |
| 88  | Hikoichi si reca ad Osaka per assistere alla finale tra Toyotama e Daiei poiché tra i primi gioca un suo vecchio compagno Teruo, che però lo tratta con arroganza, inoltre non accetta che il compagno di squadre di Teruo, ovvero Minori Kishimoto, si metta a ridicolizzare Sendo. Il Toyotama si qualifica per il campionato nazionale, ma solo al secondo posto, perdendo contro il Daiei che invece si classifica prima battendo il Toyotama per 73-61. La moglie di Anzai rivela a Rukawa che anni prima suo marito era un allenatore esigente e severo, quando allenava nella lega universitaria, e aveva come obbiettivo quello di rendere il suo miglior giocatore di pallacanestro, Yazawa, il più forte del Giappone, ma i due avevano diverse visioni di gioco, Yazawa partì per gli Stati Uniti per diventare un giocatore professionista, ma il divario di abilità e la barriera linguistica gli furono d'ostacolo e cinque anni dopo morì in un incidente stradale mentre era sotto l'effetto di farmaci. Anzai, dispiaciuto, abbandonò il lavoro e con esso i suoi modi ferrei e intransigenti. Rukawa, agli allenamenti, chiede ad Anzai d continuare ad allenarlo puntando per il momento a diventare il giocatore di pallacanestro più forte del campionato interscolastico. |                   |                  |
| 89  | Rukawa il terribile 「鬼気迫る！流川」 - Kikisemaru! Rukawa – "Intimidatorio! Rukawa" | 9 dicembre 1995   |                  |
| 89  | Ad un mese dall'inizio del campionato nazionale Rukawa si dedica agli allenamenti sempre più seriamente e Haruko, vedendo quanto ci tenga al suo obbiettivo, sembra rinunciare a lui. Rukawa si afferma come il giocatore più forte della squadra del liceo Shohoku, Hanamichi è sempre più frustrato davanti alla sua superiorità. Akagi, la cui fama comincia ad espandersi anche al di fuori della sua prefettura, costringe Hanamichi a fare un allenamento extra tutti i giorni sui fondamentali mentre Anzai gli consiglia di riposarsi per recuperare al massimo la sua caviglia. Rukawa chiede infine a Mitsui di fare un uno contro uno per vedere chi sia il migliore della squadra. |                   |                  |
| 90  | Il vero asso dello Shohoku 「湘北真のエース！」 - Shōhoku shin no Ēsu! – "Il vero asso dello Shohoku!" | 16 dicembre 1995  |                  |
| 90  | Akagi riceve la visita dell'allenatore e del capitano Sugiyama della Shintai, la migliore università del paese, che gli propongono di unirsi a loro finite le superiori; il capitano dello Shohoku, rimandando a quando avrà vinto il campionato, non trattiene la gioia. La sfida tra Rukawa e Mitsui si fa ardua, Mitsui riesce a vincere con un tiro libero da tre punti, ma Rukawa afferma che durante l'esecuzione Mitsui aveva toccato con il piede la three-line point e che dunque il tiro valeva solo due punti e che la partita è ancora in pareggio. Hanamichi (più che altro per la soddisfazione di fare un dispetto a Rukawa) prende le parti di Mitsui assegnando a quest'ultimo la vittoria. Hanamichi decide di sfidare lui stesso il suo odiato rivale, venendo però umiliato e sconfitto. Miyagi e Mitsui cercano di consolare Hanamichi facendogli capire che per il momento non può ancora competere con Rukawa, probabilmente nemmeno Mitsui è al suo livello. Miyagi cerca di far comprendere ad Hanamichi che la cosa più saggia per ora è mettere da parte il suo dualismo con Rukawa e di concentrarsi sul campionato nazionale dove Hanamichi avrà occasione di confrontarsi con altri rivali, e Sakuragi individua il suo prossimo avversario in Morishige.         |                   |                  |
| 91  | Il team degli insufficienti 「全国が危ない！」 - Zenkoku ga abunai! – "Le nazionali sono a rischio!" | 23 dicembre 1995  |                  |
| 91  | Hanamichi, Rukawa, Mitsui e Miyagi rischiano di non poter partecipare al campionato nazionale di pallacanestro perché hanno collezionato troppe insufficienze a scuola; Akagi, che invece è uno studente modello, ottiene dai professori un'ultima possibilità per i suoi compagni con un esame riparativo per tutti e quattro. Dopo gli allenamenti, organizza una serata di studi a casa sua. Con l'aiuto suo, di Haruko e di Ayako, i quattro passano gli esami. |                   |                  |
| 92  | Amicizia virile 「男の友情!?桜木軍団」 - Otoko no yūjō!? Sakuragi gundan – "Amicizia maschile!? La banda di Sakuragi" | 13 gennaio 1996   |                  |
| 92  | Mentre gli amici di Sakuragi cominciano a lavorare in due stabilimenti balneari per procurarsi il denaro con cui andarlo a vedere nel campionato nazionale, Anzai organizza per lo Shohoku un campo estivo contro la squadra dello Josei, allenata da un suo conoscente e migliore compagine della prefettura di Shizuoka. Hanamichi si procura i soldi per andarci prendendo i guadagni del suo gruppetto, ma il giorno della partenza (una settimana prima dell'inizio del campionato) Anzai gli dice che lui rimarrà in palestra ad allenarsi sotto la sua attenta direzione. |                   |                  |
| 93  | La sfida dei 20.000 tiri 「２万本への挑戦」 - 2 manbon e no chōsen – "Sfida a 20.000 tiri" | 20 gennaio 1996   |                  |
| 93  | Anzai sfida Hanamichi nella palestra della scuola: entrambi faranno dieci tiri liberi, chi ne metterà a segno di più vincerà, e se Hanamichi si aggiudica la sfida gli darà il permesso di andare a Shizuoka. Anzai riesce a farne nove mentre Sakuragi nemmeno uno. Anzai non ha voluto mandare Hanamichi a Shizuoka ritenendo saggio che egli impari a perfezionare la sua tecnica individuale, infatti vuole insegnargli a tirare dalla lunga distanza ritenendo che così Hanamichi diverrà l'arma segreta dello Shohoku, perché gli avversari, basandosi sulle statistiche messe a segno nel torneo, lo sottovaluteranno. Assieme ai suoi amici (che lo filmeranno con una videocamera) e ad Haruko, Sakuragi accetta la sfida del proprio allenatore, segnare ventimila tiri in una settimana, e seguendo le sue direttive migliora a vista d'occhio. |                   |                  |
| 94  | Shohoku vs Josei 「静岡の激闘!湘北VS常誠」 - Shizuoka no gekitō! Shōhoku VS Josei – "Feroce battaglia a Shizuoka! Shohoku VS Josei" | 27 gennaio 1996   |                  |
| 94  | Hanamichi sogna di giocare una partita e di dover fare il canestro decisivo su assist di Rukawa svegliandosi all'ultimo momento, lui e i suoi amici ormai dormono in palestra. Lo Shohoku, "spaventato" all'idea che Hanamichi possa deriderli in caso di sconfitta, riesce a battere lo Josei nella loro prima amichevole; Sakuragi, intanto, si dedica con sempre più passione e interesse al suo allenamento, imparando a essere più modesto, infatti riguarda da solo i video delle sue prestazioni capendo che ha ancora dei margini di miglioramento. |                   |                  |
| 95  | Il giorno più caldo di Hanamichi 「花道の最も熱き一日」 - Hanamichi no mottomo atsuki ichinichi – "Il giorno più caldo di Hanamichi" | 3 febbraio 1996   |                  |
| 95  | Hanamichi, spinto dalla rabbia nei confronti del successo di Rukawa, si impegna moltissimo negli allenamenti e la sera esce con Haruko e le sue amiche, per poi essere raggiunto dai suoi compari che lo aiutano a sbarazzarsi di un gruppetto di teppisti che stavano importunando le ragazze. |                   |                  |
| 96  | Scarpe da basket II 「バスケットシューズII」 - Basuketto Shūzu II – "Basketball Shoes II" | 10 febbraio 1996  |                  |
| 96  | Hanamichi finisce il suo allenamento e la squadra ritorna in palestra. Avendole rotte di nuovo, Haruko accompagna Sakuragi a comprarsi delle nuove scarpe da pallacanestro e si recano nello stesso negozio dell'altra volta. Il negoziante gli misura l'altezza, Hanamichi scopre infatti di essere un po' più alto (189 cm), il proprietario del negozio in passato era un giocatore di pallacanestro, e decide di dare ad Hanamichi delle Air Jordan con gli stessi colori della maglia dello Shohoku per 100 yen. |                   |                  |
| 97  | Il ritorno di Uozumi 「熱き思い・魚住再び！」 - Atsuki omoi Uozumi futatabi! – "Pensieri appassionati, il ritorno di Uozumi" | 17 febbraio 1996  |                  |
| 97  | Hikoichi si reca da Uozumi per tentare di convincerlo a non lasciare la pallacanestro, ma l'ex capitano del Ryonan sembra inflessibile; uscito dal suo ristorante, Hikoichi incontra Fujima, Hanagata e Hasegawa dello Shoyo e insieme si recano alla palestra dello Shohoku per fare loro gli auguri in vista del campionato nazionale. Hanamichi, smanioso di dimostrare a tutti i suoi progressi, indice una partita che vede contrapposti lo Shohoku e una squadra mista tra Shoyo e Ryonan, a cui si aggiunge alla fine anche Uozumi (il quinto giocatore è Ikegami del Ryonan) il problema è che Hanamichi viene tagliato fuori dalla partita, infatti lo Shohoku schiera Akagi, Kogure, Mitsui, Rukawa e Miyagi. |                   |                  |
| 98  | Shohoku vs Shoyo/Ryonan 「激闘開始!湘北vs翔陽・陵南」 - Gekitō kaishi! Shōhoku vs Shōyō/Ryōnan – "La feroce battaglia ha inizio! Shohoku vs Shoyo/Ryonan" | 24 febbraio 1996  |                  |
| 98  | Uozumi e Fujima portano avanti l'offensiva della squadra, ma è lo Shohoku a dominare la partita per merito di Rukawa il quale non ha rivale e fa un canestro dietro l'altro. Dopo essere stato lasciato inizialmente in panchina, Hanamichi, con una furbata delle sue, entra in campo al posto di Kogure, ma il suo primo tiro dalla lunga distanza è un fiasco totale. Poco dopo alla partita si unisce Sendo, è stata Yayoi a rintracciarlo e a portarlo in palestra. Sendo prende il posto di Ikegami. |                   |                  |
| 99  | L'avversario più forte 「湘北危うし！脅威の最強軍団」 - Shōhoku ayaushi! Kyōi no saikyō gundan – "Lo Shohoku in pericolo! La minaccia della squadra più forte" | 2 marzo 1996      |                  |
| 99  | Con l'ingresso di Sendo la partita prende un altro ritmo, Sendo e Fujima non solo sono degli ottimi finalizzatori, ma i loro assist precisi consentono permettono di creare occasioni da canestro. Il primo tempo è finito, e lo Shohoku conduce la partita per merito dei canestri di Mitsui e Rukawa, ma poi arriva Fukuda, che nel secondo tempo sostituisce Hasegawa. Adesso che la squadra può contare su due attaccanti come Fujima e Fukuda la squadra si porta in vantaggio. Hanamichi non sopporta di stare all'ombra di Rukawa, anche perché non è ancora riuscito a mettere in mostra le sue nuove abilità, ma Akagi gli ricorda che lui è un ottimo rimbalzista, e infatti Hanamichi catturando il rimbalzo permette a Miyagi da servire un assist a Rukawa che riesce a fare canestro. |                   |                  |
| 100 | L'uomo dei miracoli 「奇跡の男・桜木花道！」 - Kiseki no otoko Sakuragi Hanamichi! – "Hanamichi Sakuragi l'uomo dei miracoli!" | 9 marzo 1996      |                  |
| 100 | Hanamichi riesce a mettersi in mostra con le sue abilità di rimbalzista, che ormai sono paragonabili a quelle di Uozumi, Hanagata e Akagi, inoltre Hanamichi fa un insolito canestro quando la palla rimbalza sulla sua faccia. La squadra avversaria riesce a sfruttare bene il contropiede e mantiene il vantaggio con i canestri di Sendo, Fukuda, Hanagata e Uozumi. Rukawa esegue una fantastica schiacciata, ma alla fine Hanamichi esegue e mette a segno un tiro dalla lunga distanza. |                   |                  |
| 101 | Slam Dunk 「栄光のスラムダンク」 - Eikō no Suramu Danku – "Il glorioso Slam Dunk" | 23 marzo 1996     |                  |
| 101 | Hanamichi si rivela un ottimo clutch shooting accorciando le distanze, Rukawa con i suoi canestri porta il risultato in pareggio. Hanamichi riesce a rubare la palla a Sendo, infine su assist di Miyagi, segna una splendida schiacciata portando la squadra alla vittoria, per 76-74. Il giorno dopo la squadra va alla stazione ferroviaria e parte alla volta di Hiroshima dove si terrà il campionato interscolastico, Hanamichi e i suoi compagni di squadra sono pronti a dare il massimo per le sfide che li attendono. |                   |                  |

### Film
| Nº | Titolo italiano (traduzione letterale) Giapponese 「Kanji」 - Rōmaji | Distribuzione  | Distribuzione |
| Nº | Titolo italiano (traduzione letterale) Giapponese 「Kanji」 - Rōmaji | Giapponese     |               |
| 1  | Slam Dunk 「スラムダンク」 - Suramu Danku | 12 marzo 1994  |               |
| 2  | Slam Dunk conquista nazionale! Hanamichi Sakuragi 「スラムダンク 全国制覇だ！桜木花道」 - Suramu Danku zenkoku seihada! Sakuragi Hanamichi                                                                             | 9 luglio 1994  |               |
| 3  | Slam Dunk la più grande crisi dello Shohoku! Sakuragi Hanamichi in fiamme 「スラムダンク 湘北最大の危機！燃えろ桜木花道」 - Suramu Danku Shōhoku saidai no kiki! Moero Sakuragi Hanamichi                              | 4 marzo 1995   |               |
| 4  | Slam Dunk il ruggito del Basketman!! La calda estate di Hanamichi e Rukawa 「スラムダンク 吠えろバスケットマン魂!!花道と流川の熱き夏」 - Suramu Danku hoero Basukettoman tamashī!! Hanamichi to Rukawa no atsuki natsu | 15 giugno 1995 |               |

## Home video

### Giappone
Gli episodi di Slam Dunk sono stati pubblicati per il mercato home video nipponico in edizione DVD dal 10 dicembre 2004 al 21 maggio 2005.
DVD
| N° | Data             | Episodi | Fonte |
| -- | ---------------- | ------- | ----- |
| 1  | 10 dicembre 2004 | 1-6     | [ 3 ] |
| 2  | 10 dicembre 2004 | 7-12    | [ 3 ] |
| 3  | 10 dicembre 2004 | 13-18   | [ 3 ] |
| 4  | 21 gennaio 2005  | 19-24   | [ 3 ] |
| 5  | 21 gennaio 2005  | 25-30   | [ 3 ] |
| 6  | 21 gennaio 2005  | 31-36   | [ 3 ] |
| 7  | 21 febbraio 2005 | 37-42   | [ 3 ] |
| 8  | 21 febbraio 2005 | 43-48   | [ 3 ] |
| 9  | 21 febbraio 2005 | 49-54   | [ 3 ] |
| 10 | 21 marzo 2005    | 55-60   | [ 3 ] |
| 11 | 21 marzo 2005    | 61-66   | [ 3 ] |
| 12 | 21 marzo 2005    | 67-72   | [ 3 ] |
| 13 | 21 aprile 2005   | 73-78   | [ 3 ] |
| 14 | 21 aprile 2005   | 79-84   | [ 3 ] |
| 15 | 21 aprile 2005   | 85-90   | [ 3 ] |
| 16 | 21 maggio 2005   | 91-96   | [ 3 ] |
| 17 | 21 maggio 2005   | 97-101  | [ 3 ] |

Blu-ray Disc
Gli episodi di Slam Dunk sono stati successivamente distribuiti in edizione Blu-ray Disc dall'11 luglio 2014 al 13 marzo 2015.
| N° | Data              | Dischi | Episodi   | Fonte |
| -- | ----------------- | ------ | --------- | ----- |
| 1  | 11 luglio 2014    | 3      | 1-21 + SP | [ 6 ] |
| 2  | 12 settembre 2014 | 3      | 22-41     | [ 6 ] |
| 3  | 7 novembre 2014   | 3      | 42-61     | [ 6 ] |
| 4  | 9 gennaio 2015    | 3      | 62-81     | [ 6 ] |
| 5  | 13 marzo 2015     | 3      | 82-101    | [ 6 ] |

### Italia
Gli episodi di Slam Dunk sono stati pubblicati per il mercato home video italiano in edizione DVD dall'11 giugno 2004 al 17 giugno 2005.
| N° | Data             | Episodi | Fonte  |
| -- | ---------------- | ------- | ------ |
| 1  | 11 giugno 2004   | 1-14    | [ 28 ] |
| 2  | 30 luglio 2004   | 15-28   | [ 30 ] |
| 3  | 3 settembre 2004 | 29-42   | [ 31 ] |
| 4  | 1º ottobre 2004  | 43-56   | [ 32 ] |
| 5  | 3 dicembre 2004  | 57-70   | [ 33 ] |
| 6  | 4 marzo 2005     | 71-84   | [ 34 ] |
| 7  | 13 maggio 2005   | 85-96   | [ 35 ] |
| 8  | 17 giugno 2005   | 97-101  | [ 29 ] |